# Cukorbetegség

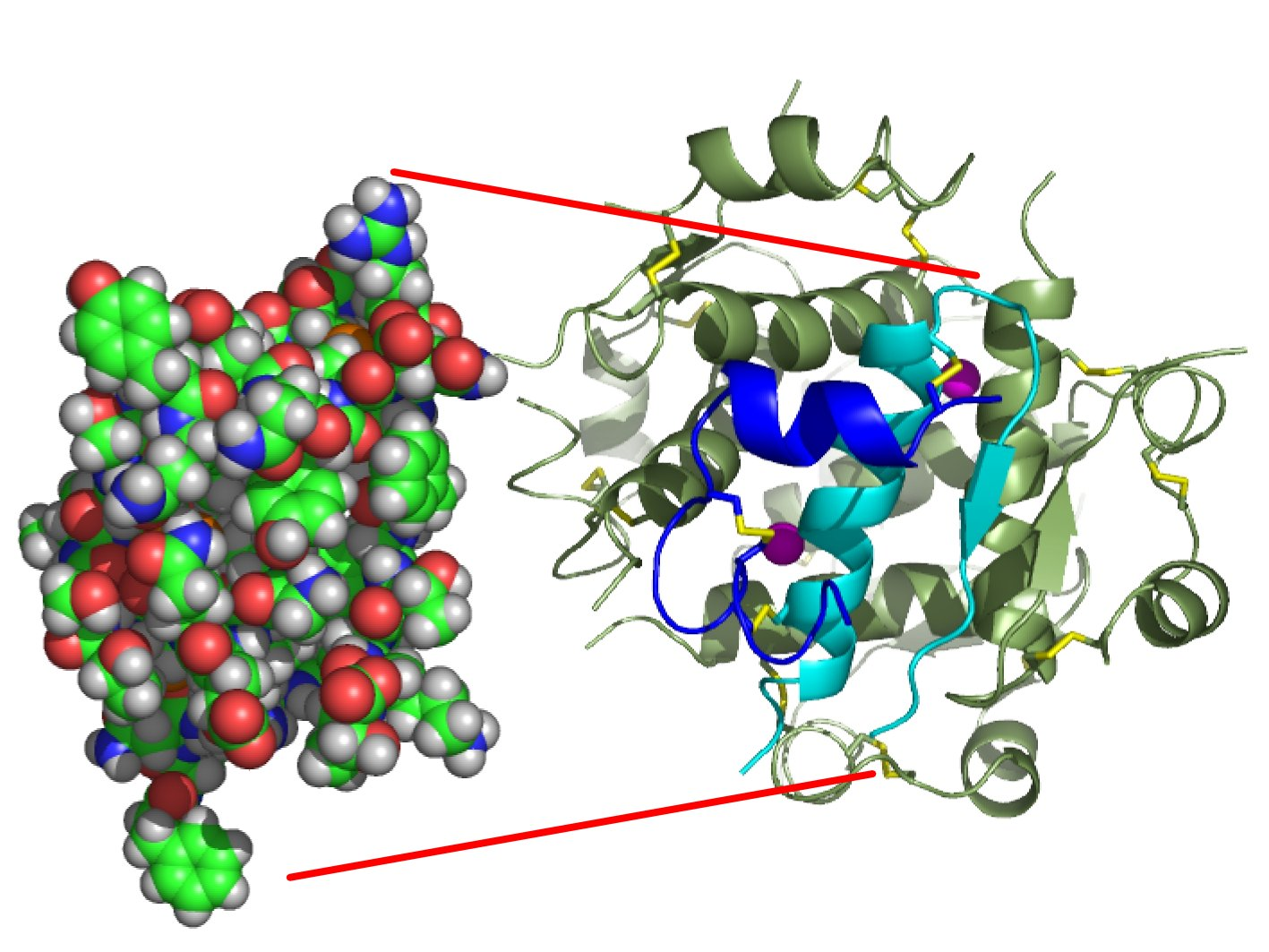
Aktív (monomer) és tárolt (hexamer) inzulin molekulák modelljei. A hexamer (jobb oldal) képén egy monomer A-lánca kék színnel, B-lánca lila színnel kiemelt

A cukorbetegség, latinul diabetes mellitus, magyarosan diabétesz, a glükóz feldolgozási zavara, aminek oka a hasnyálmirigy Langerhans-szigetei által termelt inzulin nevű hormon hiánya, vagy a szervezet inzulinnal szembeni érzéketlensége (inzulinrezisztencia) esetleg mindkettő. A szükséges mennyiségű inzulin hiányában a sejtek nem képesek a vérből a glükóz felvételére, a vércukorszint megemelkedik. Ezek együttesen okozzák a betegség fő tüneteit.
A diabetes mellitus magyarul „mézédes átfolyás”-t (cukorvizelést) jelent a görög „διαβήτης” = „átmenet, átfolyás” és a latin „mellitus” = „mézédes” szavak összetételéből, a szervezet anyagcseréjének krónikus megbetegedése. Az elnevezés a két fő tünetre, a cukor vizelettel való fokozott kiválasztására és a megemelkedett vizeletmennyiségre (polyuria) utal. A középkori orvosok a vizelet megkóstolásával állapították meg a diagnózist, és különítették el a diabetes insipidustól. További klasszikus tünetek a fokozott szomjúságérzet (polydipsia), a fokozott éhségérzet (polyphagia) és az elhomályosodott látás. Kezelés híján jönnek a komolyabb szövődmények a keringési rendszerben, a vesében, az idegrendszerben, és a szemben. Becslések szerint a betegség évi 4,2 millió ember haláláért felelős, ebből 1,5 millió halált a kezeletlen vagy rosszul kezelt cukorbetegség szövődményei okoznak.

## Élettani háttér
A tápcsatorna a táplálékkal felvett összetett szénhidrátokat glükózra (monoszacharid) – köznapi nevén szőlőcukorra – bontja. Ez azt jelenti, hogy minden (emészthető) szénhidrát hasonló hatású a szervezetre, bár a lebontás sebessége fontos tényező. A glükóz a bélből felszívódva a vérbe kerül, és ezúton a test minden részére eljut.
A hasnyálmirigy (pancreas) Langerhans-szigeteiben ezzel egy időben az úgynevezett béta-sejtek egy hormont, inzulint termelnek és bocsátanak a keringési rendszerbe. Az inzulin az inzulinreceptorokon keresztül kötődni tud a test egyes sejtjeihez (máj-, izom- és zsírsejtek), és kis pórusokat nyit a sejtmembránon, amin keresztül a glükóz a sejtbe áramlik. A sejtek a glükózt energiaforrásként használják, valamint a sejtek (különösen nagy mennyiségben a májsejtek és az izomsejtek) képesek a glükóz tárolására is nagy molekulasúlyú szénhidrát (glikogén) - köznapi nevén állati keményítő - formájában, és szükség szerint ebből felszabadítani.

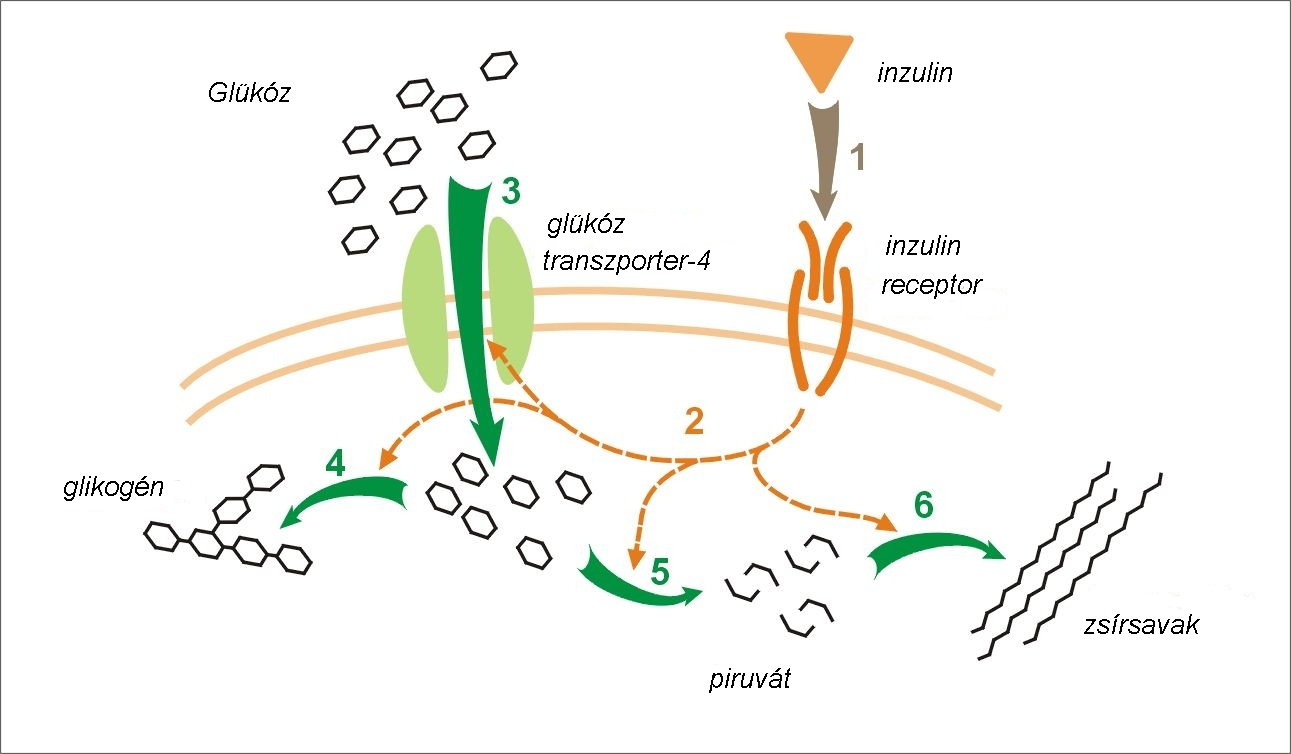
Az inzulin hatása a sejtek glükózfelvételére és anyagcseréjére. Az inzulin kötődik a receptoraihoz (1), aminek következtében számos fehérjeaktivációs folyamat indul be (2). Ezek a következők: A Glut-4 glükóz-transzporter sejtmembránhoz jutása és glükózbeáramlás (3), glikogén szintézis (4), glikolízis (5), zsírsav szintézis (6)

A vér cukorkoncentrációja (vércukorszint) ezáltal állandóan kontroll alatt van, és csak bizonyos határok között változik. A vércukorszint még egy hosszabb-rövidebb böjt alatt is a normális tartományban marad, mert a májban folyamatos szőlőcukor-újraképzés (glükoneogenezis) zajlik, és ez biztosítja a vércukor konstans szinten tartását. A glükoneogenezist két hormon szabályozza: az inzulin, amely gátolja és a glukagon, amely serkenti. Normális körülmények között naponta 250 gramm glükóz képződik így a májban. Amennyiben az inzulin hiányzik (abszolút inzulinhiány) vagy bár nem alacsony az inzulin szintje, ám az nem tud a sejtekre kellően hatni (relatív inzulinhiány), hiányzik az inzulin glükoneogenezist gátló hatása, és a szabályozás felborul. A máj inzulin hiányában naponta 500 gramm szőlőcukrot képes termelni. Ez magyarázatot ad arra, miért lehet a cukorbetegeknek a táplálék (szénhidrátok) felvételétől függetlenül magas vércukorszintje.
Ezen kívül van az inzulinnak még egy hatása: a zsírtartalékok felépítése a zsírszövetben, és azt támogatja, hogy a zsír a raktárakban maradjon. Inzulin abszolút hiányában ezért léphet fel testsúlycsökkenés.
Cukorbetegségben (inzulin hiányában vagy az inzulin hatásának csökkenésekor) ezért a sejtek (az agysejtek kivételével) nem tudják a glükózt a vérből felvenni, így az a vérben marad. Emellett növekedik a glükózújraképzés is a májban. Ezek a folyamatok együttesen ahhoz vezetnek, hogy megemelkedik a vércukorszint.

## Típusai és okai
A cukorbetegségnek több típusa létezik. A kialakulás okai (patogenezis), a tünetek és a kezelés az egyes típusokban különböznek.
A kezelés lehetőségei mások csak a cukorbetegség típusaiban, alapjaiban azonos élettani folyamatok zajlanak le, csak más gyorsasággal, hiszen 2-es típusúnál vagy inzulinrezisztensnél, gesztációsnál lassabban, mint az 1-es típusúban. A WHO megkülönbözteti külön a ketoacidózisra hajlamos 2-es típusú cukorbetegséget, a látens autoimun cukorbetegséget, emellett lehetőséget ad további specifikus, illetve nem osztályozott cukorbetegség diagnosztizálására is. A cukorbetgség változatosabb, mint ahogy azt korábban gondolták, egyes betegekben a típusok kombinálódnak.
Egyelőre még egyik típusú cukorbetegség sem gyógyítható, számtalan kísérlet folyik a világon hogy megtalálják mi az oka a cukorbetegség kialakulásának és mi lehetne a gyógyító eljárása. Több nemzetközi szervezet támogatja és összefogja ezeket a kísérleteket, köztük a legnagyobb az amerikai JDRF amelyik főként a fiatalkori, 1-es típusú cukorbetegség gyógyításának kutatását és új gyógymódokat, képzéseket támogatja. A JDRF évi 500 millió USD finanszírozást nyújt a kísérletekre, melynek fő célpontja a szükséges inzulintermelés visszaállítása.

### 1-es típusú diabetes mellitus

A hasnyálmirigy Langerhans-szigete (glukagontermelő) alfa-, (inzulintermelő) béta-sejtekből, valamint (szomatosztatintermelő) delta-sejtekből áll. A szigetet emésztőenzimeket termelő külső elválasztású végkamrák veszik körül (H&E festés)

Az 1-es típusú diabetes mellitus (más néven inzulinfüggő diabetes mellitus) egy autoimmun betegség, amelyet abszolút inzulinhiány okoz. Hátterében az áll, hogy a szervezet immunrendszere idegenként ismeri fel a saját sejtek egy részét, és autoimmun gyulladás következtében elpusztulnak a hasnyálmirigy inzulint termelő béta-sejtjei. Az inzulin abszolút hiánya és a hipoglikémiára adott elégtelen válasz miatt a vércukorszint gyakran megjósolhatatlanul és szabálytalanul ingadozik. Ez a diabétesz bármely életkorban előfordulhat, de leggyakrabban gyermek- és fiatal felnőttkorban jelentkezik. Korábban egészséges embereket támad meg, normál testsúllyal.
A betegek általában soványak, gyakori a jelentős fogyás a betegség megállapítása előtt. A tünetek gyorsan alakulnak ki, a betegek kezeléséhez inzulin szükséges. Ez azért is lehetséges, mert az inzulin iránti érzékenység megmarad. Kezeletlen vagy rosszul kezelt, súlyos esetben tartósan magas vércukorszinttel (hiperglikémia) és ketózissal járó életveszélyes állapot, az ún. ketoacidózisos kóma alakulhat ki.
Az 1-es típusú diabétesz általában a diabéteszes esetek 10%-át teszi ki Európában és Amerikában. Leggyakoribb Skandináviában, míg nagyon ritka Japánban, Koreában. Európán belül is jelentősen változó gyakoriságú, több mint tízszer gyakoribb például Finnországban, mint Macedóniában. Magyarországon is egyre nő ennek a típusnak a gyakorisága. A 20 évesnél fiatalabb betegeknél leggyakrabban ezt a típust diagnosztizálják. A korábbi fiatalkori cukorbetegség elnevezést ma már nem használják, ugyanis bármely életkorban elkezdődhet. Az 1-es típusú diabétesz kialakulását összefüggésbe hozzák a csecsemőkori tehéntejfogyasztással. Egy svéd diabetológus csoport szerint az 1-es típusú diabetes hatékonyabban kezelhető az ún. alacsony szénhidrát étrenddel, mint a jelenlegi protokoll által ajánlott magas szénhidrát étrenddel. 2015-ben ugyanez a munkacsoport egy második, sikeresen kezelt 1-es típusú cukorbeteg gyermek esetét közölte. Jelenleg nincs semmilyen eljárás, ami a cukorbetegséget meggyógyítaná, egyik típusú cukorbetegség sem gyógyítható. Számtalan kísérlet folyik a világon az inzulintermelés helyreállítására, csak átmeneti és rövid ideig tartó eredményt sikerült elérni velük. Az inzulintermelés megoldására kísérletek folynak, egyrészt mesterséges hasnyálmirigy eljárással, ami automatikus eszköz vagy mikrobiológiai sejtszintű eljárásokkal, ami a beteg bőre alá épített, az autoimmun támadás miatt védőhálóval beépített új béta sejtköteg, ami 12–24 hónapig biztosíthatja a szervezet számára szükséges inzulintermelést.
Az 1-es típus nehezebben tartható karban, mint a 2-es. Az inzulinszint gyakran megmagyarázhatatlanul ugrál; ez megnöveli a ketoacidózis veszélyét. További szövődmények a fertőzések, a gyomor részleges bénulása (ami megnehezíti a szükséges inzulinmennyiség becslését) és további hormonzavarok, például Addison-kór. Ezek a szövődmények az esetek 1-2%-ában alakulnak ki.
Maga a betegség nem örökletes, de vannak genetikai hajlamosító tényezők is. Több gén is növeli az 1-es típus kockázatát. Ezek közé tartoznak bizonyos HLA genotípusok is. Ha a hajlam megvan, akkor különböző környezeti feltételek kiválthatják a betegséget, mint vírusfertőzések vagy étkezési szokások. Több vírusra is gyanakodnak, de bizonyítékok nem állnak rendelkezésre.
 A táplálkozási szokások közül a glutén által tartalmazott gliadinnak is lehet szerepe, habár ennek mechanizmusa még nem ismert. A gliadinnal való kapcsolat miatt jelentkezhet lisztérzékenység is, amit az esetek 8%-ában mutatnak ki. Ha a cukorbetegség korán, már 4 éves kor előtt elkezdődik, akkor a kockázat még nagyobb. Megfordítva, a gyermekkorban kezdődő lisztérzékenység is megnöveli az 1-es típusú cukorbetegség kockázatát, egészen 20 éves korig. Gyakran azonban nagyon enyhék a tünetek, így ajánlott a szűrés a másik betegségre, ha az egyiket megállapították. A két betegség együttesen megnehezíti a táplálkozást, ami tovább rontja a beteg életminőségét.
Bármely életkorban kezdődhet, az esetek nagy részét felnőttkorban fedezik fel. Ekkor lassabban alakul ki, emiatt és a beteg kora miatt gyakran el is tévesztik a cukorbetegség típusát. Hivatalos elnevezése rejtett autoimmun felnőttkori cukorbetegség (angol rövidítése LADA), nem hivatalosan 1,5 típusú cukorbetegségnek is nevezik. A felnőttek inzulintermelésenem esik annyira vissza, mint a gyerekeknél, de ez nem elég a vércukorszint szabályozására.

### 2-es típusú diabetes mellitus

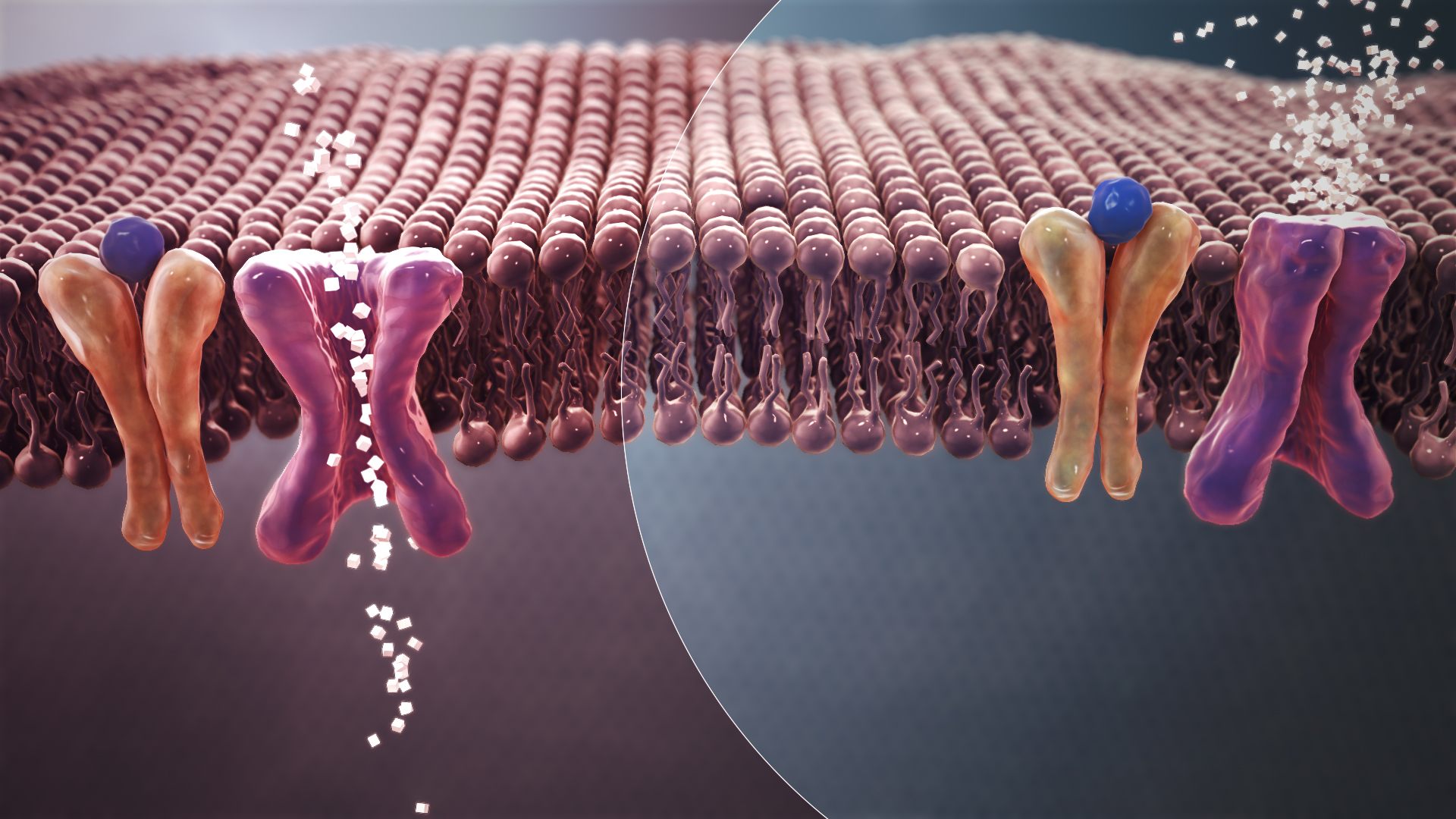
Az inzulin elválasztásának és elnyelésének csökkenése magas vércukorszintet okoz

A 2-es típusú cukorbetegség jellemzője az inzulinrezisztencia, mely kombinálódhat a viszonylagosan csökkent inzulin-elválasztással. A testszövetek hiányos érzékenységéhez az inzulinra egyesek szerint az inzulinreceptornak is köze lehet. Ám a konkrét hiányosságok nem ismertek. A leggyakoribb típus, az esetek 95%-ában fordul elő. A betegeknél gyakori, hogy prediabéteszt, azaz cukorbetegséget megelőző állapotot mutattak ki korábban. A betegség előrehaladása megállítható, sőt visszafordítható, az inzulin iránti érzékenységet növelő, vagy a glükoneogenezist csökkentő gyógyszerekkel, illetve inzulinnal.
A 2-es típus elsődleges okai a genetika és az életmód. Több tényező is ismert, ami hozzájárul kialakulásához: elhízás, mozgáshiány, táplálkozási hiányosságok, stressz, urbanizáció. A túl sok testzsír előfordul a kínai és a japán származású betegek 30%-ában, az európai és az afrikai származású betegek 60–80%-ában, és a pima indiánoknál meg a Csendes-óceáni szigetek népességénél a betegek 100%-ában. Akik nincsenek elhízva, azoknál is magas a derék-csípő arány.
A táplálkozás szintén kihat a 2-es típus kockázatára. A cukor ízesítésű italok túlzott fogyasztása az egyik kockázatnövelő. További kockázatnövelők a transz- és a telített zsírsavak, míg a telítetlen zsírsavak csökkentik a kockázatot. A fehér rizs növeli, a barna rizs és a teljes őrlésű gabonák csökkentik a kockázatot. A fizikai aktivitás hiánya az esetek 7%-áért felelős. 
A gyermekkorban átélt nehézség, mint elhanyagolás, bántalmazás, és a háztartási nehézségek 32%-kal növelik a 2-es típusú cukorbetegség kockázatát, ahol az elhanyagolásnak van a legerősebb hatása. További kockázatot jelentenek az antipszichotikumok, a szelektív szerotonin-visszavétel-gátlók (angol rövidítéssel SSRI), és a szerotonin-norepinefrin-visszavétel-gátlók (angol rövidítéssel SNRI), mivel ismert mellékhatásaik közé tartozik a hízás és a diszlipidiémia.
A cukor, fehér liszt stb. fogyasztása a magas glikémiás index (GI) miatt inzulincsúcsot okoz. Minél magasabb a glikémiás indexe a szénhidrátnak, annál gyorsabban szívódik fel és jut a vérbe, és annál nagyobb inzulintermelésre serkenti a szervezetet.
Az éveken át tartósan magas inzulinszint, pontosabban étkezésenként egy-egy hatalmas inzulinhullám miatt a sejtek védekezni kezdenek a beléjük pumpált túl sok cukor ellen, és kialakul az inzulinrezisztencia, vagyis a sejtek ellenállnak az inzulinnak a sejthártya cukortranszportját fokozó hatásainak. Ám mivel az agy érzékeli, hogy a vérben ott a sok cukor, utasítja a hasnyálmirigyet, hogy még több inzulint termeljen, a sejtek viszont egyre jobban ellenállnak. Egy ponton azonban a hasnyálmirigy feladja a küzdelmet, az inzulintermelés visszaesik, a vércukorszint megemelkedik. A tartósan magas vércukorszintnek vakság, lábamputáció, érelmeszesedés, infarktus és impotencia lehet a következménye.
A betegség kezdetén gyakori a tünetmentesség, a diabétesz tünetei csak lassan alakulnak ki, gyakran a különböző szövődmények megjelenése kapcsán diagnosztizálják a kórt. A betegség kezelése a kezdeti szakaszban életmód változtatással (diéta, helyes táplálkozás, sport, testsúlycsökkentés), majd vércukorcsökkentő, valamint az inzulin hatását növelő tablettás készítményekkel történik. A betegség későbbi szakaszában, amikor az inzulintermelés már kimerült, az 1-es típusú diabéteszhez hasonlóan szükségessé válik az inzulin adása.
Az inzulinrezisztencia szorosan összefügg az elhízással – nem véletlenül, mivel az elhízást az izolált szénhidrátok okozzák a magas glikémiás indexük miatt. A 2-es típusú betegek 80%-a elhízott, többségük magas vérnyomástól is szenved. A betegség általában középkorú vagy idős embereknél alakul ki. Manapság a gyermek- és serdülőkorban a fokozott édesség és szénhidrátfogyasztás és a következtében fellépő elhízás  rohamos terjedésével ebben a korban is egyre több diabétesz jelentkezik. A legújabb kutatások szerint az inzulinrezisztencia okozója genetikai hajlam is lehet.
A világon a 2-es típusú betegek száma drámaian növekszik (az összes cukorbeteg 90%-a a 2-es típusú betegségben szenved), a fejlett társadalmakban tapasztalható egészségtelen életmód és táplálkozási szokások miatt.
Korábban ezt a diabétesz formát „enyhe” betegségnek tartották, mivel sokáig nem okoz panaszt, nem feltétlenül igényel inzulint. Ma már tudjuk, hogy ez nem igaz, a 2-es típusú cukorbetegség súlyos betegség. Súlyos, mivel mintegy 10–15 évvel lerövidíti a várható élettartamot, nagyon magas a szív- és érrendszeri betegségek gyakorisága és súlyossága. Egy 2-es típusú diabéteszes beteg olyan szív-érrendszeri veszélyeztetettségnek van kitéve, mint egy nem cukorbeteg, infarktuson átesett beteg.

### Az 1-es és a 2-es típus összehasonlítása

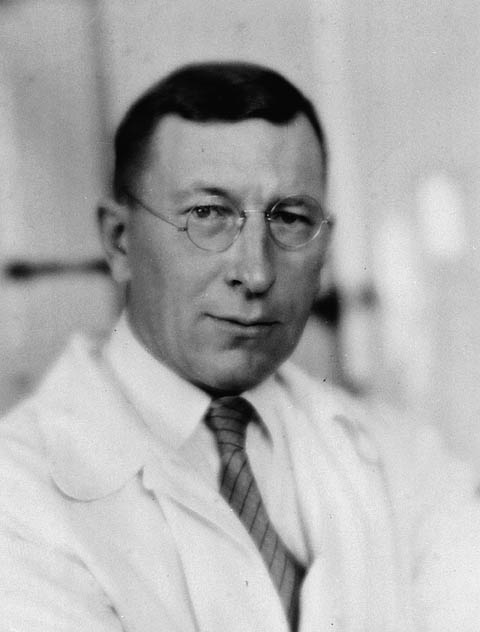
Frederick Banting, az inzulin egyik felfedezője

| Szempontok                      | 1-es típusú diabetes mellitus                                                        | 2-es típusú diabetes mellitus                  |
| ------------------------------- | ------------------------------------------------------------------------------------ | ---------------------------------------------- |
| Oka                             | inzulinhiány                                                                         | inzulinrezisztencia/relatív inzulinhiány       |
| Életkor                         | bármely életkor, gyakrabban gyerek- vagy fiatalkor; a diagnóziskori életkor átlag 24 | felnőttkor (40. életévtől), a korhatár csökken |
| Testsúly                        | általában normális                                                                   | normális vagy elhízott (2b típus)              |
| Kialakulása                     | általában gyors                                                                      | lassú                                          |
| Béta-sejtek száma               | kevesebb mint 10%                                                                    | kezdetben normális, később csökken             |
| Vérinzulin                      | alacsony vagy teljesen hiányzik                                                      | a betegség elején magas                        |
| Autoantitestek                  | igen                                                                                 | nem                                            |
| Ketózisra való hajlam           | kifejezett                                                                           | nem jellemző                                   |
| Inzulinterápia                  | szükséges                                                                            | nem feltétlenül szükséges                      |
| Örökölhetőség                   | 0,69 - 0,88                                                                          | 0,47 - 0,77                                    |
| Előfordulás (standardizált kor) | <2/1 000                                                                             | ~6% (férfiak), ~5% (nők)                       |

### MODY típus
A „MODY” (angol rövidítés, jelentése:  maturity-onset type diabetes in young people = „felnőtt diabétesz, amely fiataloknál jelentkezik”) egy ritka, sajátos cukorbetegség-forma, amely a glükózanyagcsere génjeinek mutációja miatt alakul ki. 2017-ig hat formáját írták le, a hat forma hat különböző gén mutációja miatt alakul ki. Öt esetben transzkripciós faktorokat kódoló gének (például hepatic nuclear factor (HNF)-1alfa, HNF-4alfa) károsodnak. Ezek a gének a béta-sejtekben expresszálódnak, és károsodásuk az inzulintermelés és kiválasztás zavarához vezet. A hatodik forma (2-es típusú MODY) esetében a glukokinázt kódoló gén károsodik. (A glukokináz egy sejten belüli glükózszenzor a hasnyálmirigyben, továbbá egy fontos enzim a glikogénszintézisben.)
A betegség dominánsan öröklődő. A nevéből eredően már gyerek- vagy fiatal felnőttkorban felléphet, a kezeléséhez a kezdetekben nem szükséges inzulin. A diabéteszes esetek 1–2%-a tartozik ebbe a formába. A betegség súlyossága és kezdete az adott mutációtól függ. 2025-ben 14 típusa ismert. Gyakran inzulin nélkül is kontroll alatt tartható.

### Terhességi diabétesz
A terhességi vagy gesztációs diabetes mellitus (rövidítve: GDM) a cukorbetegség egyik formája, amely általában a terhesség harmadik trimeszterében (harmadában) manifesztálódik, és a terhesség végével általában eltűnik. A terhesség után az esetek 5–10%-ában a cukorbetegség megmarad; ezt többnyire 2-es típusú cukorbetegségként diagnosztizálják. A terhességek 2–10% -ában fordul elő; emiatt javallott a terhes nők szűrése a 24-28. héten. Többnyire a második vagy a harmadik trimeszterben alakul ki, mivel ilyenkor megnő az inzulin-antagonista hormonok szintje. Habár a kialakulásának okai nem teljesen ismertek, feltételezhető, hogy a terhesség során a méhlepény által termelt hormonok (kortizol, progeszteron, humán placental lactogen, prolactin, humán chorio-gonadotropin) hatására létrejövő anyagcsere-változás. A fenti hormonok hatásának eredője inzulinellenes hatás. Az alábbi rizikófaktorok növelik a GDM kialakulásának esélyét: családban előforduló 2-es típusú diabétesz, a terhes nő kora (idősebbeknél gyakoribb), 4000 gramm feletti súlyú újszülött korábbi terhesség során, GDM korábbi terhesség során, elhízás, dohányzás. A terhességi cukorbetegség is kezelhető, de ez gondos orvosi felügyeletet igényel a terhesség hátralevő részében. A kezeléshez tartozik az étrend megváltoztatása, a vércukorszint mérése, és bizonyos esetekben akár inzulinos kezelés is.
Kezelés nélkül a terhességi cukorbetegség is ártalmas mind az anyára, mind a magzatra. A kisbaba születhet nagy testsúllyal, központi idegrendszeri károkat szenvedhet, és fennáll a veleszületett szívbetegség veszélye is. A vázizomzat rendellenesen fejlődhet. A magzati vérben megnövekedett inzulinszint akadályozhatja a tüdőhólyagocskák felületét bevonó váladék termelődését, és magzati légzésdistressz szindrómát okozhat. A vérben megnövekedhet a bilirubin szint a vörösvértestek bomlása miatt. Súlyosabb esetekben a méhlepény ereinek fejlődési rendellenessége miatt túl kevés vér kering benne, ami vetéléshez is vezethet. A méhlepény csökkent működése miatt akár előre is hozhatják a szülést. Légzési nehézségek vagy a nagy testsúly miatti sérülésveszély okán császármetszést végezhetnek.

### További formái
- A hasnyálmirigy krónikus gyulladása (pancreatitis chronica) következtében
- Endokrinológiai betegségek hatására (például akromegália, Cushing-szindróma, phaeochromocytoma, hyperthyreosis)
- Gyógyszerek hatására (például glukokortikoidok, pajzsmirigyhormonok, diazoxid, thiazidok)
- Öröklött betegségek következtében (például Down-kór, Klinefelter-kór, Turner-szindróma)
- Ritka immunológiai eredetű formák (például anti-inzulinreceptor antitest következtében)
- Fertőzés hatására (például cytomegaliavírus (CMV)-infekció)[84]

Egyes esetekben a szöveti receptorok nem válaszolnak az inzulinszintre, még normál szinten sem; ez megkülönbözteti a 2-es típustól. Genetikai mutációk (autoszomális vagy mitokondriális) miatt károsodhat a bétasejtek működése. Bizonyos esetekben az abnormális inzulinműködés is genetikailag meghatározott. Bármely betegség okozhat cukorbetegséget, ami a hasnyálmirigyet károsítja, mint például a krónikus hasnyálmirigy-gyulladás vagy a cisztás fibrózis. Cukorbetegséget okoznak azok a betegségek is, amelyek megnövelik az inzulin antagonistáinak elválasztását. Ennek a gyógyításával a cukorbetegség is eltűnik. Egyes szerek akadályozzák az inzulin elválasztást, mások mérgek a bétasejtek számára, míg mások az inzulinrezisztenciát növelik, mint például a glükokortikoidok, amelyek szteroid-cukorbetegséget váltanak ki. Az ICD-10-ben (1992) szerepelt az éhezés által indukált cukorbetegség (E12), ám ezt a WHO eltávolította 1999-ben, amikor új taxonómiát vezetett be. A vegyes cukorbetegség akkor alakul ki, ha egy 1-es típusú cukorbetegben inzulinrezisztencia alakul ki. Először 1990-ben vagy 1991-ben észlelték.
A következő listán szereplő rendellenességek, betegségek, állapotok, szerek növelik a cukorbetegség kockázatát:
- A β-sejtek működésének génhibái:

- MODY típus
- A mitokondrium mutációja

- Genetikai rendellenességek az inzulin termelésében vagy működésében

- A proinzulin átalakításának zavara
- Az inzulingének mutációja

- A teljes hasnyálmirigyre ható tényezők

- Krónikus hasnyálmirigy-gyulladás
- A hasnyálmirigy eltávolítása
- Hasnyálmirigyrák
- Cisztás fibrózis
- Hemokromatózis
- Fibrocalculus pancreatopátia

- A hormonrendszer zavarai

- A növekedési hormon túltermelődése - óriásnövés, akromegália
- Cushing-szindróma
- A pajzsmirigy alulműködése (hipotireózis)
- A pajzsmirigy túlműködése  (hipertireózis)
- Feokromocitóma
- A hasnyálmirigy alfa sejtjeiből kiinduló rák, a glükagon túltermelésével

- Szerek

- Glükokortikoidok
- Pajzsmirigyhormonok
- Beta-adrenergikus agonisták
- Sztatinok

## Felismerése, tünetei
Az 1-es típusú diabétesz viszonylag gyorsan alakul ki, a betegséget nem ritkán egy ketoacidózisos kóma során ismerik csak fel. A 2-es típus ezzel szemben általában lassan fejlődik ki, alig észrevehetően. Egyes betegek évekig nem észlelnek tüneteket. Emiatt a 2-es típus felismerése legtöbbször szokásos (rutin) orvosi vizsgálat során történik, ahol az emelkedett vércukorszint, vagy a vizeletben kimutatott magas cukorkoncentráció fedi fel először a betegséget.
A leggyakoribb tünetek közé tartoznak a fokozott szomjúságérzet, a gyakori vizelés, a fokozott éhségérzet és az indokolatlan súlyvesztés. További nem specifikus tünetek is előfordulhatnak, mint a fáradékonyság, a homályos látás, az édes illatú vizelet vagy magömlés, illetve Candida fertőzés miatti viszketés a nemi szervekben. A betegek fele semmiféle tünetet nem érzékel.
Az abszolút vagy relatív inzulinhiány következtében emelkedik a vérben a cukor koncentrációja, mivel a sejtek inzulin hiányában nem képesek a glükóz felvételére. A magas vércukorszint (hiperglikémia) következtében megnő az ürített vizelet mennyisége, mert a vesék egy bizonyos cukorszint felett (általában 10 mmol/l-től) nem képesek a cukor visszatartására, a vizelettel glükóz is ürül, és az ürülő cukor vizet ragad magával. A vízvesztés pedig szomjúságérzetet okoz. Előfordul, hogy tartós fáradtság, elhúzódó sebgyógyulás, ismételten jelentkező pattanásos bőrbetegség vagy viszketés hívja fel a figyelmet a cukorbetegségre. A hiperglikémia miatt szemészeti szövődmény is kialakulhat, látászavar is jelentkezhet. Lehetséges, hogy a szemészorvos a szemfenéken észlelt jellegzetes elváltozások alapján hívja fel a diabéteszre a figyelmet. Megtartott vagy fokozott étvágy mellett a testsúly csökkenhet, mivel a glükóz nem tud beépülni a szervezetbe. A beteg a tünetekhez hozzászokhat, ezért előfordul, nem is ritkán, hogy a diabétesz szövődményeit észleli először az orvos.
A ketoacidózis egy egészségügyi vészhelyzet, ami az 1-es típusban gyakoribb, de előfordul a 2-es típusban is, ha már régóta fennáll, vagy ha a betegnek szignifikánsan csökkent a β-sejtek működése. A ketontestek nagymértékű termelődése okozza ennek tüneteit, mint hányinger, hányás, hasfájás, acetonszagú lehelet, mély légzés (lásd Kussmaul-légzés), súlyos esetekben tudatzavar. 
Egy másik egészségügyi vészhelyzet a hiperoszmolár hiperglikémia, melynek tünetei a súlyos hiperglikémiát kísérő kiszáradás, ami a nátriumszint megnövekedéséhez, ezáltal tudatzavarhoz és kómához vezethet.
Az inzulinos kezelés pontatlanságából és hibájából hiperglikémia is kialakulhat, ami azt jelenti, hogy a vércukor szintje túlságosan is a szokásos szint alá csökken. Ennek tünetei lehetnek izzadás, remegés, szívdobogás, de lehetnek komolyabb tünetek is, mint zavartság, roham, kóma, ritkán akár még halál is. Ha ez gyakran megtörténik, akkor a tűréshatár csökken; ami azt jelenti, hogy elmaradhatnak az enyhébb tünetek a súlyosabbak bekövetkezte előtt.

### Klinikai tünetek
A cukorbetegség klinikai tünetei az alábbiak lehetnek:
- Általános tünetek: fáradtság, teljesítménycsökkenés.
- Emelkedett vérinzulinszint miatt kialakuló tünetek (a 2-es típus kezdeti fázisa): farkasétvágy, izzadás, fejfájás.
- Magas vércukorszint (hiperglikémia) miatt jelentkező tünetek: nagy mennyiségű vizelet gyakori ürítése (polyuria), szomjúságérzet, nagy mennyiségű víz ivása (polydipsia), testsúlycsökkenés.
- Folyadék és elektrolitháztartási zavar (homeosztázis zavara) miatt jelentkező tünetek: éjszakai vádligörcsök, látászavarok (a szemlencse víztartalmának változása miatt).
- Bőrtünetek: viszketés (pruritus) (gyakran a nemi szervek (genitáliák) és a végbélnyílás (anus) környékén), bakteriális és gombás bőrfertőzések, vöröses arcszín (rubeosis diabetica).[99][100]
- Potencia- vagy menstruációs zavarok.

### Laborvizsgálatok
- Vércukor: a vércukor értékei a diabétesz különböző stádiumaiban:

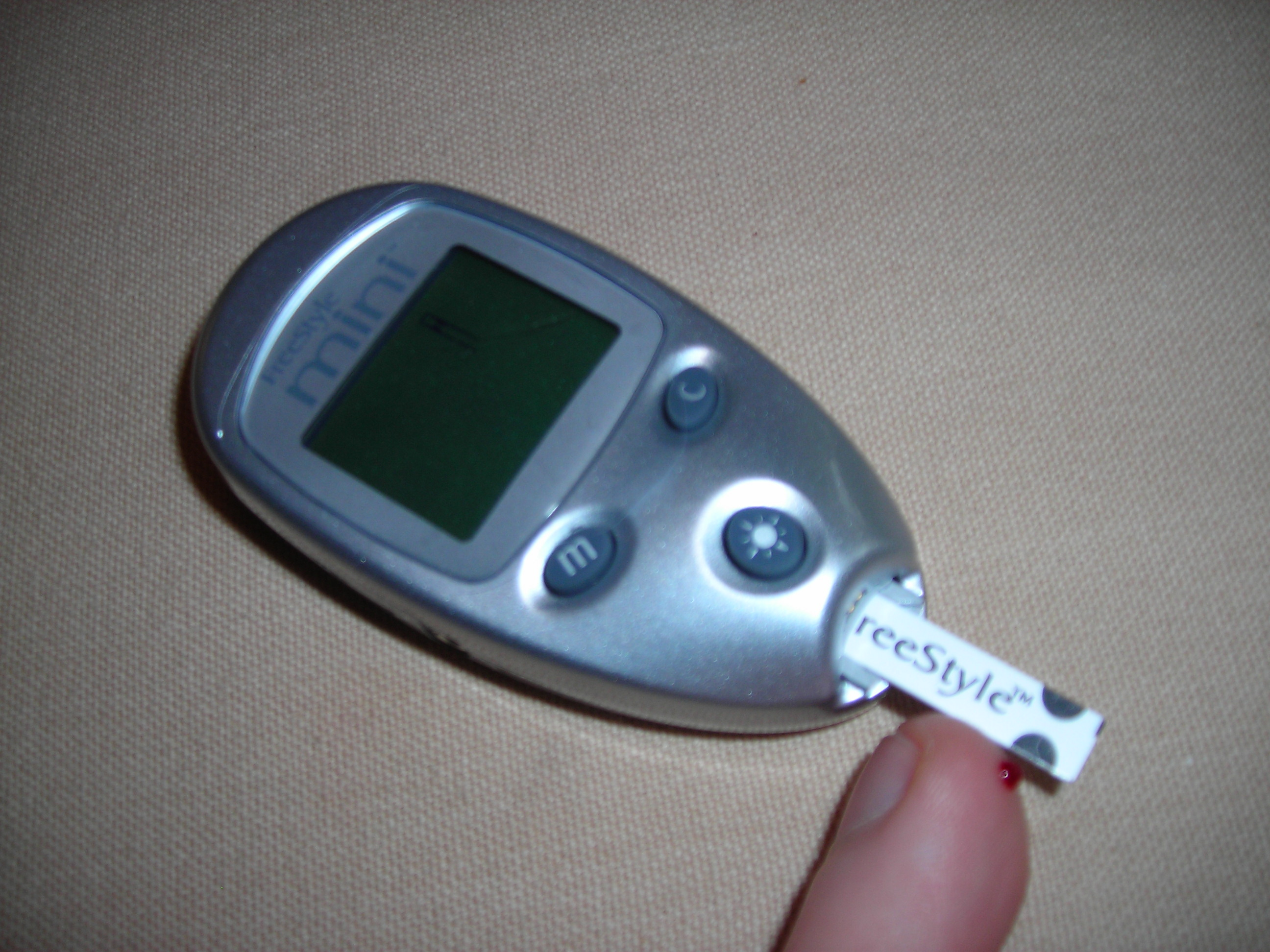
A vércukorszint otthoni mérése

| Stádium                                  | Éhgyomri vércukorszint                 | Nem-éhgyomri vércukorszint  | Cukorterheléses vizsgálat (OGTT)        |
| ---------------------------------------- | -------------------------------------- | --------------------------- | --------------------------------------- |
| Diabétesz                                | ≥ 126 mg/dl (≥ 7,0 mmol/l)             | ≥ 200 mg/dl (≥ 11,1 mmol/l) | ≥ 200 mg/dl (≥ 11,1 mmol/l)             |
| Prediabétesz (károsodott glukoreguláció) | ≥ 110 < 126 mg/dl (≥ 6,1 < 7,0 mmol/l) |                             | ≥ 140 < 200 mg/dl (≥ 7,8 < 11,1 mmol/l) |
| Normális                                 | < 110 mg/dl (< 6,1 mmol/l)             |                             | < 140 mg/dl (< 7,8 mmol/l)              |

Az éhgyomri vércukorteszt elvégzése 40 év felett három évenként indokolt, a 2-es típusú cukorbetegség szűrése céljából. Elhízott, magas vérnyomással rendelkező vagy hipertrigliceridémiás egyéneknél, illetve azoknál, akiknek családjában előfordult már diabétesz, korábban. A tesztet a nap első étkezése előtt, vagy legalább 8 órás éhezés után végzik.
- Cukor a vizeletben (glükozuria):[93] a vizelettel történő cukorürülés 15 mg/dl-ig tekinthető normálisnak. Efelett az érték felett – kevés kivételtől eltekintve – a diabétesz bizonyított.
- Cukorterheléses vizsgálat (orális glükóz-tolerancia teszt, OGTT): 10 órás koplalás és az éhgyomri vércukorszint meghatározása után 75 gramm glükózt tartalmazó folyadékot iszik a beteg. A vércukorszint újbóli meghatározása a cukorterhelés után két órával történik. Normális esetben a vércukorszint nem marad emelkedett, hiszen az inzulin eltünteti a vérből a felvett cukrot, cukorbetegség esetén azonban a vércukorszint emelkedett marad (lásd táblázat).
- Ketontestek: a ketontestek (például béta-hydroxylbutirát, acetoacetát, aceton) koncentrációja[25] esetén megemelkedik a vérben. A ketontestek mennyisége megnőhet hosszabb éhezés vagy ketogén diéta miatt is.
- HbA1c: az ún. HbA1c[101] egy hosszútávú-vércukorszint jelző paraméter. Segítségével megítélhető az eltelt 6–10 hét átlagos vércukorszint értéke. A HbA1c a vörösvértesteket pirosra festő hemoglobin egy alegysége, amely a glükózt kötni képes. A HbA1c-értéket százalékban szokás megadni. Minél magasabb a vércukorszint, annál több hemoglobin alegység köt cukrot. A kötés egy darabig instabil, de pár óra múlva stabilizálódik és vissza nem fordítható lesz: a cukor nem tud többé leválni a hemoglobinról. Átmeneti magas vércukorértékek ezáltal a HbA1c-értékkel alig mutathatók ki, ellenben a múltbeli átlagos érték jól látszik. Egészségeseknél az érték 4–6%. Mivel a normális tartomány laborról laborra változik, minden egyes leletnek tartalmaznia kell az adott labor határértékeit. A cukorbetegség kezelése során fontos a HbA1c-érték normális tartományban tartása, hiszen csak így lehetséges a hosszútávú szövődmények lehetőség szerinti elkerülése.
- C-peptid: a C-peptid[102] a proinzulin egy része, és az inzulinnal megegyező mértékben szabadul fel a hasnyálmirigyből. Mivel a C-peptid sokkal stabilabb az inzulinnál (az inzulin felezési ideje csak pár perc), könnyebb mérni. A C-peptid mérése segít elkülöníteni az 1-es típusú diabéteszt (abszolút inzulinhiány: C-peptid alacsony vagy hiányzik) a 2-es típustól (inzulinrezisztencia: C-peptid magas).

Ha a vércukorszint nem számít vitathatatlanul magasnak, akkor a méréseket egy másik nap meg kell ismételni. Ajánlott az éhgyomri vércukorszint mérése annak egyszerűsége és a toleranciateszt időigénye miatt, aminek nincs olyan előnye, ami indokolná ennek választását az éhgyomri méréssel szemben. Cukorbetegség akkor diagnosztizálható, ha két különböző nap az éhgyomri teszt legalább 7,0 mmol/L (126 mg/dL) glükózt mér.
A WHO szerint, ha az éhgyomri vércukorszint 6,1 és 6,9 mmol/l közötti, akkor cukorbetegséget megelőző állapotról van szó. Ha a 75 gram cukorral terhelt vércukorszint két órával a terhelés után legalább 7,8 mmol/l, de kevesebb, mint 11,1 mmol/l, akkor a glükóztolerancia csökkent. E két állapot közül a második a veszélyesebb a cukorbetegség és szív-érrendszeri betegségek kifejlődése szempontjából. AZ Amerikai Cukorbetegség Szövetség 2003 óta ennél szigorúbb: már 5,6-től cukorbetegséget megelőző állapotról van szó; a felső határ ugyanúgy 6,9.
A HbA1c szint mérése az éhgyomri vércukorszint mérésénél előnyösebb a szív-érrendszeri betegségek felderítésére.

## Akut komplikációk

### Diabéteszes kóma
Inzulin hiánya, illetve különböző okokból történő aluladagolása diabéteszes kómát (latinul: (coma diabeticum) okozhat. Ez a cukorbetegség legveszélyesebb komplikációja, életveszélyes állapot. A vércukorszint az 1000 mg/dl-t is elérheti (120-ig normális). Az esetek 25%-ában a cukorbetegséget éppen a diabéteszes kóma kapcsán ismerik fel. Az inzulinhiány – már diagnosztizált betegeknél – felléphet az injekció elmaradása esetén, túl alacsony dózis adása után, vagy a vércukorszint hibás mérése kapcsán. Bizonyos állapotokban a szervezetnek a szokásosnál több inzulinra van szüksége (tüdőgyulladás, húgyúti fertőzések, kímélő étrend (diéta) hibája, terhesség, operáció, szívinfarktus, hyperthyreosis). A különböző fertőzések jelentik a diabéteszes kóma leggyakoribb kiváltó okát.
Míg az 1-es típusú diabéteszre a ketoacidózisos kóma a jellemző, a 2-es típusú cukorbetegségben inkább az ún. hiperozmoláris kóma lép fel.
- Ketoacidózisos kóma: Az inzulinhiány következtében megemelkedik a vércukorszint (hiperglikémia),[23] a sejtek nem képesek a glükóz felvételére, ellenben energiára van szükségük. Ennek következtében, és mert a hiányzó inzulin a folyamatot nem gátolja, megindul a zsírraktárak lebontása zsírsavakra (lipolízis) és ketontestek képződése a májban. A ketontestek (például aceton) miatt jellemző, hogy a betegeknek „acetonos leheletük” van. Mivel mind a zsírsavak, mind a ketontestek savas kémhatásúak, a vért kórosan savanyúvá teszik, és metabolikus acidózis alakul ki. Az acidózist a beteg a légzésével próbálja kompenzálni, így jön létre a jellegzetes Kussmaul-légzés.[109] A megemelkedett vércukorszint következtében a vesék egy bizonyos határérték felett nem képesek a cukor visszatartására, az a vizelettel kiürül, és ozmotikusan vizet visz magával. A beteg rengeteg vizet veszít és kiszárad (dehidráció). A hiperglikémia következtében a cukor vizet szív ki a sejtekből. Erre az ún. sejten belüli dehidrációra az idegsejtek a legérzékenyebbek, és ennek következtében nem képesek a további normális működésre, a tudatállapot beszűkül és kóma alakul ki.
- Hiperozmoláris kóma: a 2-es típusú cukorbetegre jellemző relatív inzulinhiány következtében megemelkedik a vércukorszint,[23] de a minimális saját inzulintermelés meggátolja a lipolízist és a ketontestképződést, és ezzel az acidózis kifejlődését.

A diabéteszes kóma tünetei:
| Szempontok      | Hiperozmoláris kóma                                                                             | Ketoacidózisos kóma                                                                             |
| --------------- | ----------------------------------------------------------------------------------------------- | ----------------------------------------------------------------------------------------------- |
| Diabétesz típus | jellemzően 2-es típusú diabétesz                                                                | jellemzően 1-es típusú diabétesz                                                                |
| Kialakulása     | lassú, fokozatos kezdet                                                                         | Kussmaul-légzés, hasi fájdalom                                                                  |
| Pre-kóma        | étvágytalanság, szomjúságézés, sok ivás, sok vizelet, gyengeség, gyors légzés, kiszáradás jelei | étvágytalanság, szomjúságézés, sok ivás, sok vizelet, gyengeség, gyors légzés, kiszáradás jelei |
| Kóma            | kiszáradás (dehidráció), sokk, gyors pulzus, vérnyomás csökken, oligouria, anuria               | kiszáradás (dehidráció), sokk, gyors pulzus, vérnyomás csökken, oligouria, anuria               |
| Labor           | Hiperglikémia: > 600 mg/dl, hiányzó ketontest, nincs ketonuria, nincs acidózis                  | Hiperglikémia: > 300 mg/dl, plazmaketon: > 300 mg/dl + ketonuria, acidózis                      |

### Alacsony vércukorszint (hipoglikémia)
Inzulin túladagolása, vagy a táplálékkal való túl kevés szénhidrát felvétele hipoglikémiát okoz. A hipoglikémia fogalma nem pontosan definiált, általánosan alacsony vércukorszintről beszélünk, ha a vércukorszint 40–60 mg/dl (2,2–3,33 mmol/l) alá esik. Súlyos hipoglikémia esetén a diabéteszes beteg általában külső segítséget igényel, mert egyedül nem képes megfelelő reakciókra.
A hipoglikémia patológiás (kóros) állapot, amely ennek megfelelően kellemetlen érzetekkel társul. Normális esetben egy idegi és hormonális ellenreguláció lép működésbe, és a vércukorszint megemelkedik. Mivel a szervezet (elsősorban a máj és az izom) komoly glükóztartalékokkal rendelkezik, valamint a máj folyamatosan képes a glükóz újratermelésére (glükoneogenezis), a kiváltó októl függően a szervezet képes a vércukorszint megemelésére és ezzel a hipoglikémia megszüntetésére.
A hipoglikémia tünetei az idegi és hormonális ellenreguláció következtében lépnek fel, és egyénenként jelentősen különbözhetnek.
Tipikus kezdeti tünetek:
- viszketés,
- sápadtság,
- „hideg izzadás”,
- remegés,
- hányás,
- összecsukló térd,
- gyors szívverés,
- idegesség,
- koncentrációzavar,
- farkasétvágy.

Előrehaladott hipoglikémia:
- szédülés,
- beszédzavar,
- látászavar,
- koordinációzavar,
- hallucinációk,
- bénulás,
- pánik,
- epilepszia,
- az eszmélet fokozatos elvesztése, kóma.

Kezelése: A hipoglikémia gyorsan felszívódó cukrok fogyasztásával megszüntethető. Lassan felszívódó cukrok (például rozskenyér) vagy zsírral együtt fogyasztás (csokoládé) nem ajánlott. Vészesetben, illetve eszméletlen betegnél szükség lehet glükóz intravénás adására, hiszen eszméletlen beteget tilos és életveszélyes szájon át táplálni a félrenyelés és fulladás (aspiráció) veszélye miatt. Mikor az intravénás applikáció lehetetlen, szóba jöhet glukagon intramuszkuláris (izomba történő) adása is.

## Hosszútávú szövődményei

### Érrendszeri szövődmények
Az érrendszeri szövődményeket két csoportra lehet osztani: az ún. makroangiopátiára és mikroangiopátiára. A cukorbetegség megduplázza a szív-érrendszeri betegségek kockázatát, és a cukorbetegek 75%-a koszorúér-betegségben hal meg.

#### Makroangiopátia
Régóta fennálló cukorbetegségben a közepes és nagy átmérőjű verőerek (artériák) károsodása léphet fel. A károsodás lényegében az artériák átlagosnál gyorsabban kifejlődő érelmeszesedését jelenti, és már viszonylag fiatal korban jelentkezhet. A makroangiopátia kifejlődését elősegíti a magas vércukorszint, a vérzsírok eltérései és a magas vérnyomás is. Leggyakrabban a szív koszorús erei (szívinfarktus), az agyi erek és a végtagok (elsősorban a láb, lásd: diabéteszes láb szindróma) artériái érintettek. További makrovaszkuláris betegségek közé tartozik az agyi érkatasztrófa és a perifériás érbetegség.

#### Mikroangiopátia

Diabéteszes nefropátia (PAS-festés)

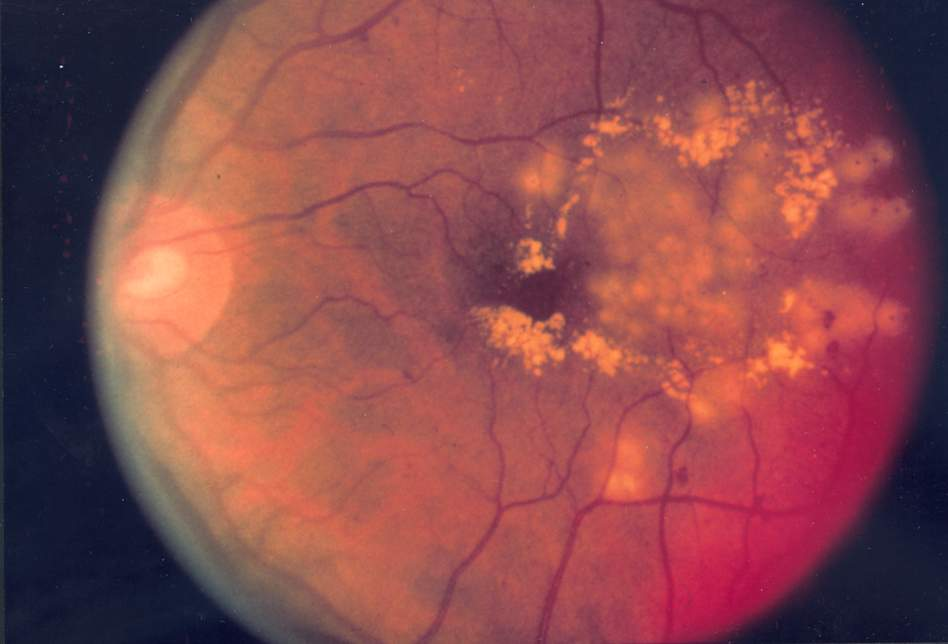
A szemfenék képe diabéteszes retinopátia lézersebészeti beavatkozás során készült felvételen

A kis verőerek (artériák) és a hajszálerek (kapillárisok) specifikus elváltozásai. A magas vércukorszint hatására a kis erek bazális membránja megvastagodik. Ez valószínűleg a bazális membrán egyes fehérjéinek cukor általi glikozilálódása miatt történik. A bazális membrán a betegség előhaladásával egyre vastagabb lesz. Jól beállított betegeknél, ahol a vércukorszintek kellően be vannak állítva, a folyamat lassabban zajlik.
Az alábbi specifikus mikroangiopátia formák alakulhatnak ki:
- Diabéteszes nefropátia[117] (diabéteszes vesekárosodás) a 25 éve diabétesz betegek kb. 35%-ában jelentkezik. A mikroangiopátia a vese kis ereit károsítja, amelyek a vizelet szűrését végzik. Első tünete, hogy a vizelettel több fehérje (albumin) ürül (albuminuria). 30 mg/nap albuminuria még normálisnak tekinthető. Amennyiben az albuminuria 30–300 mg/nap közé emelkedik, mikroalbuminuriáról beszélünk, ami a vesekárosodás egy korai jelének tekinthető. Makroalbuminuria (300 mg/nap albuminürítés felett) már vesekárosodásra utalhat, amit a szérum kreatininszint ellenőrzésével lehet kimutatni. A vesekárosodás rendszerint magas vérnyomással társul, amit kezelni kell. Végstádiumban szükséges lehet a művesekezelés. Az Amerikai Egyesült Államokban a dialízisre szoruló esetek feléért felelős.[28]
- Diabéteszes retinopátia[118] a szem, ezen belül a recehártya (retina) megbetegedése. 1-es típusú diabétesz betegeknél 15 év után kb. 90%-ban, 2-es típusú diabéteszben 25%-ban jelentkezik. Európában a szerzett vakságok 30%-a diabétesz következtében történik. Enyhébb forma a nem-proliferatív retinopátia, amelynél a szemfenéken mikroaneurizmák, vérzések lépnek fel. A súlyosabb forma, a proliferatív retinopátia során a szemfenéken érújdonképződések lépnek fel, az új erek megrepedhetnek, és a retina előtt a látást elhomályosító nagy vérömlenyek keletkezhetnek. A vérzés áttörhet az üvegtestbe, és a látás elveszhet. A retinopátia időbeni felismerése szemfenékvizsgálattal történik. Látáspanaszokat csak a súlyosabb elváltozások okoznak. A rendszeres kontrollvizsgálat fontos, hiszen az időben elvégzett lézerkezelés ma már az esetek többségében a retinopátia megállítását és a látás megtartását eredményezi. A megelőzés legfontosabb módja a vércukor megfelelően alacsony szinten tartása. Ajánlott, hogy a cukorbetegek évente konzultáljanak szemésszel.[119]
- Diabéteszes neuropátia[120] az idegek diabétesz során kialakuló bántalma. Kialakulása függ a betegség tartamától és a vércukor beállításától. 10 év diabétesz után a betegek kb. 50%-ának van neuropátiája. Oka nem teljesen ismert, feltehetően az idegeket ellátó kiserek cukor általi károsodása[121] okozza. Leggyakoribb formája az ún. szenzoros neuropátia, amely az érzőidegek megbetegedése, és a kezek, lábak kesztyű, illetve zokniszerűen fellépő fájdalmával, zsibbadásával jár. A beteg fájdalomérzékelése csökken, ami miatt a sérüléseket nem, vagy csak későn veszi észre. Ritkább az ún. motoros neuropátia, amely az izmok sorvadását okozza. Gyakran jelentkezik a vegetatív idegek neuropátiája, ami a belső szervek működésének zavarát okozhatja: szapora szívverés léphet fel, potenciazavarok, a gyomorürülés lassulhat, székrekedés vagy éppen rohamokban jelentkező hasmenés alakulhat ki. Jellemző, hogy a koszorús erek elzáródása (lásd: makroangiopátia) fájdalommentesen zajlik („néma szívinfarktus”). A neuropátia B-vitaminok adásával mérsékelhető, de igazán megfelelő kezelés ma még nem létezik. Különböző védő intézkedéssel (lábápolás, védőbetét, védőcipő) elkerülhetőek a súlyosabb következmények. A legfontosabb megelőző módszer a vércukor tartósan alacsony szinten tartása.
- Diabéteszes láb szindróma a cukorbetegség „komplex szövődménye”. Ez esetben a diabéteszes neuropátia[120] – a perifériás érző és mozgató, valamint a vegetatív idegek károsodása – társul a többé-kevésbé fennálló közepes- és nagyér-károsodásokkal (makroangiopátia). Az érzőidegek károsodása miatt csökken a fájdalomérzés, aminek következtében akár napokon, heteken át észrevétlenül maradhatnak a különféle eredetű sérülések. A mozgató idegek károsodása a láb izmainak sorvadását okozza. Ennek következtében a lábfej deformálódhat, ami a sérülések fellépését tovább segíti (a cipő könnyebben feltöri). A folyamatot a vegetatív idegek károsodása erősíti. Ezzel párhuzamosan a neuropátiás[120] bőr kiszárad, sérülékennyé válik, a sarkak berepedezhetnek. A talp egyes pontjaira jutó nyomás megemelkedik, és a túlnyomás – amit a beteg érzéskiesés miatt többnyire nem érez – szövetelhalást okoz. Fekély képződhet, és ennek elfertőződése egy vagy több lábujj elhalásához vezethet, ami az ujjak vagy a láb amputációját tehetik szükségessé. Ezért fontos a láb ápolása, rendszeres ellenőrzése és a diabéteszes láb kialakulásának megelőzése. Ez a nem baleset miatt szükségessé vált amputációk leggyakoribb oka.[92]

Előfordulhat hallásvesztés is. Kiterjedt adatbázisok alapján, melyek az epekő számos előfordulását tartalmazzák, úgy tűnik, hogy oki kapcsolat van a 2-es típusú cukorbetegség és az epekő között, mivel ez sokkal gyakoribb a cukorbetegeknél, mint a nem cukorbetegeknél.

### Hipertrigliceridémia
A trigliceridek szintjének megemelkedése a vérben.

### Hipoaldoszteronizmus
A hipoaldoszteronizmus az alacsony reninszint miatt alakul ki, és hyperkalémiát, hyponatriémiát, metabolikus acidózist és egyes esetekben alacsony vérnyomást okozhat.

## Kezelése
A kezelés a cukorbetegség különböző típusaiban különböző módon történik. Célja, hogy a vércukorszintet a normális közelében tartsa, és megelőzze mind a túl magas, mind a túl alacsony vércukorértékek kialakulását. Ebbe a gyógyszerek mellett beletartozik az étrend megváltoztatása, a testmozgás és a fogyás is.
A beteg és környezete számára fontos, hogy megismerje a betegséget, és aktívan részt vegyenek a kezelésben, mivel a szövődmények ritkábban és enyhébbek azoknál, akiknél a vércukorszint jól be van állítva. A kezelésnek az is célja, hogy az A1C szint 7% alatt legyen További figyelmet szentelnek azoknak a tényezőknek, amelyek felgyorsíthatják a cukorbetegség negatív hatásait. Ide tartozik a dohányzás, az elhízás, a magas vérnyomás, a metabolikus szindróma, és a rendszeres testmozgás elmaradása. A cukortbetegek lábfekélyének kialakulását speciális lábbelivel késleltetik; ez csökkenti a lábfejet érő nyomást. A cukorbetegeknek évente vizsgálni kell a lábát, ami magában foglalja az érzékelést, a biomechanikát, a szerkezeti vizsgálatot és az erek integritását.
Amely országokban háziorvosi rendszer van, ott elsősorban a háziorvos végzi a cukorbetegség kezelésének felügyeletét, és a kórházi szakorvost csak nehezen beállítható vércukorszint, szövődmények esetén vagy tudományos kutatások céljából kell felkeresni; egyébként a háziorvos és a szakorvos csapatmunkában felügyelik a cukorbetegség kezelését. A szociális előírások a bizonyítékok szerint 2-es típusú cukorbetegségben a vércukor kontrolljának lassú javulását eredményezik. A teleegészség program hatékony kezelési technika lehet.
A technológia önfejlesztési célú használata 2-es típusú cukorbetegek számára magában foglalja az önkezelési bevatakozások számítógépes monitorozását, hogy személyre szabott válaszokkal támogassa az önkezelést. Nincsenek tudományosan megalapozott bizonyítékok arra, hogy ugyanez a program segítene a koleszterinszint és a vérnyomás szabályozásában, illetve a diéta és a testmozgás megszervezésében, továbbá a depresszió, a testsúly és az életminőség javításában, valamint további biológiai, kognitív és érzelmi problémák megoldásában.

### 1-es típusú cukorbetegség

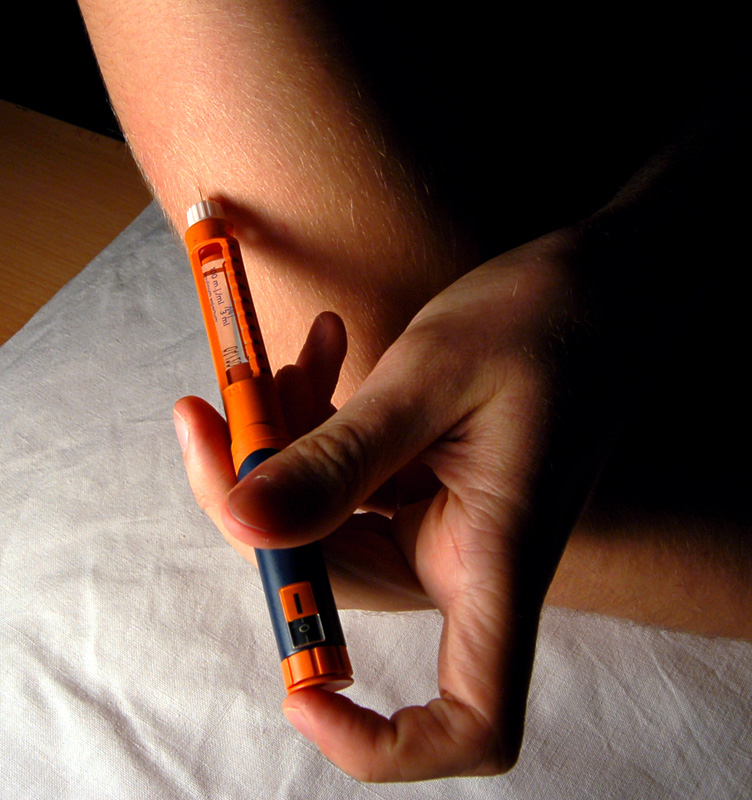
Inzulin adása a bőr alatti kötőszövetbe inzulintoll segítségével

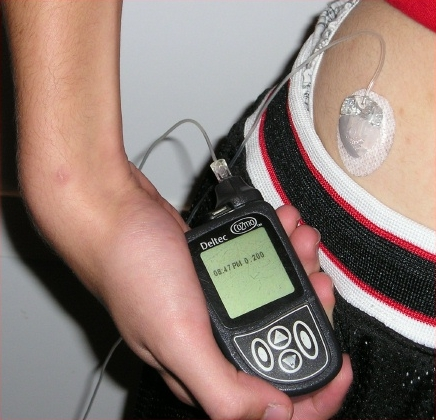
Inzulin adagolása inzulinpumpa segítségével

Az 1-es típusú cukorbetegségben a kezelés azonnal inzulinnal kezdődik, hiszen a betegség ezen formájában a béta-sejtek pusztulása következtében nincs elegendő inzulintermelés. Így azonnal inzulinfüggő a beteg. Az inzulin szervezetbe való bejuttatása történhet injekcióval (bemutatása angol nyelvű, kétperces videón), inzulintollal, vagy inzulinpumpával (részletesen lásd Inzulinkezelés). Az inzulinkezelés megkezdése után szükséges a rendszeres vércukormérés (napi 4–12 alkalommal) a túl magas vagy alacsony vércukorszint elkerülése végett. Ez történhet otthoni vércukorszint mérővel, ami egy, például ujjbegyből vett csepp vérből néhány másodperc alatt kimutatja a vércukorszint értéket, valamint folyamatos vércukorszint-mérő (CGMS – Continuous Glucose Monitoring System) segítségével is, ami azonban nem helyettesíti teljes mértékben az ujjbegyszúrásos módszert. A CGM folyamatos időközönként (általában 5 perc, de bizonyos modellek esetében 1 perc) méri egy bőr alá beültetett szenzor segítségével a vércukorszintet. A vércukor normális tartományban tartása 1-es típusú cukorbetegeknél leghatékonyabban az inzulinpumpa és a CGM kombinációjával érhető el. Egy svéd diabetológus csoport szerint az 1-es típusú diabétesz hatékonyabban kezelhető az ún. alacsony szénhidrát étrenddel, mint a jelenlegi protokoll által ajánlott magas szénhidrát étrenddel. Magyarországon dr. Tóth Csaba alkalmazza az ún. paleo-ketogén étrendet 1-es típusú cukorbetegség kezelésére. Ez a munkacsoport először közölt tanulmányokat az 1-es típusú cukorbetegség gyógyításáról paleo-ketogén étrenddel. Az étrend segítségével a beteg saját inzulintermelése visszaállt és el tudta hagyni a külső inzulint.

### 2-es típusú cukorbetegség
A 2-es típusú cukorbetegségben a kezelés lépcsőzetesen épül fel. Első lépcsőben, a betegség kezdetén, ajánlott az életmód-változtatás, diétával, testsúlycsökkentéssel, sporttal. Ajánlott a gyakori, kis mennyiséségű étel fogyasztása, ami hozzájárul az egyenletes vércukorszint fenntartásához (nincs hirtelen cukorterhelés, azaz hiperglikémia veszély, sem kritikus mértékű szénhidráthiány, azaz hipoglikémia veszély). A betegség előrehaladásával, ha az első lépcső már nem elégséges, szájon át adott antidiabetikumok (tablettás antidiabetikus gyógyszerek) adására kerül sor (monoterápia, második lépcsőfok). Ezek a gyógyszerek csökkentik a vércukorszintet, növelik az inzulin hatását, és a betegség e típusára jellemző inzulinrezisztencia ellen hatnak. A betegség további szakaszában az antidiabetikus gyógyszerek kombinációja válik szükségessé (harmadik lépcsőfok). A betegség további előrehaladásával, amikor a béta-sejtek kimerülése megindul, a tablettás készítmények mellett szükség lehet hosszú hatású inzulinkészítmények esti adására (negyedik lépcsőfok). Az utolsó szakaszban (ötödik lépcsőfok) a béta-sejtek kimerültek, és innentől kezdve az inzulint teljesen pótolni kell (részletesen lásd Inzulinkezelés). A 2-es típusú cukorbetegség kezelésében és karbantartásában döntő szerepe van a beteg fegyelmezett étkezési szokásainak, a diéta betartásának, életmódnak. Ezek röviden összefoglalva a következők:
A jelenleg legelterjedtebb javaslat az, hogy mindenféle zsír bevitelét radikálisan csökkenteni kell. Az egyszeresen telítetlen zsírok, mint például az olívaolaj ellentétes hatást vált ki a diabéteszre, viszont csak módjával történő fogyasztása engedélyezett, mivel mint minden zsírnak, magas a kalóriatartalma. Ugyanakkor úgy tűnik, hogy a legnagyobb bűnös a többszörösen telítetlen olaj, például amivel sütünk, mivel sütésnél oxidálódik.
Tanulmányok kimutatták, hogy amikor a többszörösen telítetlen zsírok elvegyülnek a sejtstruktúrában, a sejtek azon képessége, hogy összekapcsolódjanak az inzulinnal, csökken, így kevesebb glükózt képesen felvenni. Ezután az inzulin már nem lesz képes „kinyitni az ajtót”.
Mivel a telítetlen zsírok (Omega3–6–9) értékes anyagai, amik nagyon fontosak a sejtépítésben, 50 °C felett oxidálódnak, ezért egészségtelen a növényi olajokkal sütni. Az ilyen zsíroktól mentes, vagy belőlük csak keveset tartalmazó diéta segít enyhíteni a tüneteket. Ugyanakkor, mivel minden zsír segíti a súlygyarapodást, fontos étkezésnél odafigyelni, amennyire csak lehetséges.
A súlyos mentális betegségben szenvedőknél még kevéssé kutatott a 2-es típusú cukorbetegség karbantartásának képessége. A tudományos bizonyítékok elégtelenek annak a belátására, hogy ezeknek a beavatkozásoknak ugyanaz az eredménye, mint a többi betegnél.
Az elhízott 2-es típusú cukorbetegeknél a gyomorszűkítő műtét hatékony segítség. A műtét után sok betegnek nem vagy csak alig van szüksége gyógyszerre, és a hosszú távú halandóság is csökken. A műtétet követően a rövid távú halálozás kockázata kisebb, mint 1%. Még nem világos, hogy mely testtömegindexek esetén indokolt a műtét. Azoknál ajánlott, akik képtelenek testsúlyukat és vércukrukat kontrollálni.

### Hasnyálmirigy, illetve szigetsejt átültetés
A cukorbetegség kezelésében kézenfekvő megoldás lenne az elpusztult szigetsejtek pótlása, amellyel a hiányzó inzulinelválasztás problémája oldódna meg. Erre az egész hasnyálmirigy vagy csak a szigetsejtek átültetésének keretében van lehetőség.
A hasnyálmirigy átültetés során a donor egész hasnyálmirigyét beültetik a diabéteszes beteg szervezetébe. A szigetsejt-átültetés azt jelenti, hogy a donorok hasnyálmirigyéből izolált Langerhans-szigetsejteket egy katéter segítségével a máj érrendszerébe juttatják, ahol azok letelepednek és megmaradnak. A kezelés alapja az a gondolat, hogy ha a hasnyálmirigy mindössze 3%-át kitevő Langerhans-szigetekre van csak szükség, akkor minek ültessék be a maradék 97%-ot. A szigetsejt átültetésnek több előnye van. Egyrészt a műtét véghezvitele technikailag sokkal egyszerűbb (például a hasfalat nem kell felnyitni hozzá, ereket nem kell összekötni), és ezzel a műtéttel járó komplikációk csökkennek. A beavatkozás egyszerűbb volta miatt azt meg lehet ismételni, ha elsőre nem sikerült elérni az inzulinmentességet. Másrészről, mivel csak a szigetsejteket ültetik át és nem az egész szervet, az idegentest-reakció, és így a kilökődés veszélye csökken. A transzplantátum kilökődése esetén a hasnyálmirigy emésztő enzimjei megmaradnak, hiszen nem kerültek eltávolításra. Az egész szerv átültetése esetén ilyenkor azokat is pótolni kell. A szigetsejt átültetés sikere esetén a betegnek nincs többé szüksége inzulin adagolására. Mivel ez csak az átültetések kb. 25%-ában fordul elő, részsikernek kell tekinteni, ha az inzulinadagot csökkenteni lehet, vagy az anyagcsere javult.
A szigetsejt átültetés hátulütője, hogy immunszupresszív szerek (a szervezet saját védekezőképességét – immunrendszerét – elnyomó gyógyszerek) szedésére van szükség, hogy az immunrendszer az idegen sejteket ne lökje ki, pusztítsa el. Ezeknek a gyógyszereknek azonban komoly mellékhatása, hogy a szervezetet fogékonyabbá teszik a fertőző betegségek iránt. Mivel ezeknek a gyógyszereknek az átültetés során elkerülhetetlen, elsősorban azoknál a betegeknél jön szóba szigetsejt átültetés, akiknél már sor került, vagy szükség van veseátültetésre, így mindenképpen kapnák ezeket a gyógyszereket.
A veseátültetés nélküli (izolált) hasnyálmirigy vagy szigetsejt átültetés csak ritkán jön szóba. A lehetséges indikációk a másképp be nem állítható, nagyon ingadozó vércukorértékekkel járó diabétesz, a gyakori alacsony vércukor (hipoglikémia), különösen, ha eszméletvesztéssel jár, és a beteg az előjeleket nem érzi meg. Szóba jön még gyorsan romló szemészeti szövődmények esetén is. Ilyenkor mindig gondosan mérlegelni kell az immunrendszert gátló gyógyszerek alkalmazásának kockázatát. A Gießeni Protokoll a szigetsejt átültetést az 1-es típusú cukorbetegek egy kis részének ajánlja. A kontraindikációk közé tartozik a 18 év alatti és a 65 év feletti kor, ha a betegség 35 év felett jelentkezett, ha a betegség még kevesebb mint 10 éve tart, túlsúly és rezisztencia. 2002-ig 583 bejelentett szigetsejt átültetést hajtottak végre. A műtétet végző fontos európai központnak számítanak a Gießeni Egyetem (Universität Gießen) Németországban, valamint Milánó és Genf. Észak-Amerikában fontos centrumok Minneapolis, Miami, Pittsburgh és Saint Louis az Egyesült Államokban, valamint a kanadai Edmonton.
Az inzulinpumpa terápia elterjedésével a diabetes mellitus komplikációi gyakran kivédhetők, és átültetésre nem kell, hogy sor kerüljön.
A cukorbeteg teendőit a „Jogok és kötelezettségek a diabétesz gondozásban” szócikk alatt foglaltuk össze. A cukorbetegek diétájáról bővebben a „Cukorbetegek diétája” szócikkben lehet olvasni.

### Életmód
A cukorbetegeknek és környezetüknek segíthet a betegség és kezelésének megismerése, az étkezés megváltoztatása és a testmozgás. Ezek az életmódbeli változások segítenek a rövid- és a hosszútávú vércukorszint karbantartásában. A szív- és érrendszeri betegség magasabb kockázata miatt is ajánlott a vérnyomás kontrollja is.
A fogyás megelőzheti a prediabétesz cukorbetegséggé alakulását, csökkenti a szív-érrendszeri betegség kockázatát, illetve segíthet visszalépni a kezelési fokozatban a 2-es típusú cukorbetegség esetén. Nem minden diéta felel meg az összes cukorbetegnek. Gyakran ajánlják a mediterrán diétát, az alacsony szénhidrát diétát, vagy a DASH diétát, mint egészséges mintákat; habár nincsenek bizonyítékok arra, hogy ezek között lenne legjobb. Az Amerikai Cukorbetegek Szövetsége szerint a szénhidrátok csökkentéséről van a legtöbb bizonyíték arra, hogy javítja a glikémiát; így ez megfelelő megközelítés azon 2-es típusú cukorbetegek számára, akik nem képesek elérni a glikémiás célt, vagy akiknél az antiglikémiás gyógyszerek csökkentése fontos. A 2-es típusú túlsúlyos vagy elhízott cukorbetegeknél bármely diéta hatékony, amivel tartós súlycsökkentést lehet elérni.
Egy 2020-as Cochran-review szisztematikusan összehasonlította a tápérték nélküli édesítőszereket a cukorral, placebóval és egy csekély tápértékkel bíró édesítőszerrel, a tagatózzal. Az eredmények nem adtak szignifikáns különbséget a HbA1c és a testsúly változására. A legtöbb vizsgált tanulmány alacsony bizonyosságú volt, és nem adott információt az életminőségről, a szövődményekről, a szocioökonómiai hatásokról és a mortalitásról.

### Fiatal cukorbetegek
A fiatalok megérzik annak az érzelmi, pszichológiai, szociális következményeit, hogy egy krónikus állapotot kell karbantartaniuk. A cukorbetegség összes formája szövődmények hosszú távú kockázatával jár, mint szív-érrendszeri betegségek, vese- és idegkárosodás. Emiatt a korai beavatkozás fontos a hosszú távú egészségvédelemhez. Ebben oroszlánrész jut a testi aktivitásnak a glikémiás kontroll javításával, és az általános életminőség javításával.
Az 1-es típusú cukorbeteg gyerekek és fiatalok többnyire aktívabbak, mint az idősebbek. Ez azért lehet, mert az idősebbek sokkal több más követelménnyel találkoznak, ami elősegíti az ülő életmódot, például a középiskolákban és az egyetemeken; a szabadidejük pedig lényegesen kevesebb. Ez kihívás az egészséges életmód fenntartásában. A régebb óta 1-es típusú cukorbetegek rendszerint kevésbé aktívak. A cukorbetegség előrehaladásával az emberek egyre több akadállyal találkoznak, ami hozzájárul a fizikai aktivitás csökkenéséhez. Ide tartozik például a hipoglikémiával szemben kialakuló szorongás, vagy a szövődmények miatti korlátok. Az 1-es típusú cukorbeteg fiatalok megnövekedett fizikai aktivitása kapcsolatba hozható az egészségi állapot javulásával. Az eredmények közé tartozhat a jobb lipidprofil (magasabb HDL-C, kevesebb triglicerid), egészségesebb testfelépítés, és az általános egészség javulása.
A 2-es típusú cukorbeteg fiataloknál a tendencia ellentétes: kevésbé aktívak, mint nem cukorbeteg kortáraik, és CRF szintjük is alacsonyabb. Ez hozzájárul rosszabb egészségi állapotukhoz, és megnöveli a metabolikus és a kardiovaszkulárois szövődmények kockázatát. Habár a cukorbetegség kezelésének gyakori ajánlása a testmozgás, sok 2-es típusú cukorbeteg kamasz és fiatal ennek nem felel meg, ami rontja a vércukorszint hatékony karbantartásának képességét, és az általános egészségükre is rossz hatással van. A CRF egy kulcs egészségindikátor; magasabb szintje jobb egészségi kimentet jelez. Ez azt jelenti, hogy a testmozgással megnövelt CRF fontos lenne a 2-es típusú cukorbetegség kezelésében. Célzott beavatkozásokra van szükség a fizikai aktivitás növeléséhez és a CRF javításához, hogy a 2-es típusú cukorbeteg fiataloknál is csökkenjen a hosszú távú szövődmények előfordulása.
A kamaszok és fiatalok erőedzésének vizsgálata nem talált jelentős hatást az inzulinérzékenység javítására, a pozitív trendek ellenére. Az egymásnak is ellentmondó eredményeket további paraméterek magyarázhatják: a beavatkozás hossza, az edzés intenzitása és a résztvevők testi érettsége. Ezeket további tanulmányoknak kellene vizsgálnia, amely vizsgálatokat más anyagcserezavarokra is ki kellene terjeszteni. A hosszabb és intenzívebb gyakorlás ígéretesebb eredményeket mutat. Hogyha az erőedzést kombinálják aerobikkal, akkor nem lehet a két testmozgást külön-külön vizsgálni.

### Gyógyszerek

#### Glükózszabályozás
A cukorbetegség kezelésére szolgáló gyógyszerek többsége különböző mechanizmusokkal csökkenti a vércukorszintet. Széles a konszenzus amellett, hogy a szoros vércukorszint-kontroll csökkenti és késlelteti a szövődmények kockázatát, mint a diabéteszes nefropátia, vagy a diabéteszes retinopátia (egy látászavar). Azonban vitatott, hogy hosszú távon megfelelő-e az egészségesnek megfelelő vércukorszintet tartani, vagy a szintet magasabbra lőjék-e be, mivel az egészségesnek megfelelő vércukorszint fenntartása növeli a hipoglikémia veszélyét.
Több különböző típusú gyógyszer is létezik a cukorbetegség kezeléséhez. Az 1-es típusú cukorbetegséget inzulinnal kezelik, a természetes inzulinkibocsátáshoz hasonlóan: a hosszú hatású inzulint alapból, és rövid hatású inzulint étkezésekhez. A 2-es típusú cukorbetegséget legalábbis kezdetben szájon át szedhető gyógyszerekkel kezelik, mint a metformin; habár egyes esetekben használnak injekcióban adnak GLP-1 agonistákat és inzulint is.
A metformint azért is ajánlják első vonalbeli gyógyszernek, mivel jól megalapozott bizonyítékok szerint csökkenti a halandóságot. Működési mechanizmusa az, hogy csökkenti a máj glükóztermelését, és növeli a glükóz lerakódását a perifériás szövetekben. Léteznek más gyógyszerek is a vércukorszint csökkentésére. Egyesek növelik az inzulintermelést, mint a sulfonilureák; mások csökkentik a zsigerek által elnyelt cukor mennyiségét, például az acarbóz; megint mások csökkentik a dipeptidyl peptidáz-4 (DPP-4) peptidáz mennyiségét, ami inaktiválja az inkretineket, mint a GLP-1 és GIP. Megint mások, mint a thiazolidinedion növelik a szervezet inzulinérzékenységét, és ismét mások növelik a cukor kiválasztását a vizeletbe, mint az SGLT2 inhibitorok. Amikor inzulint használnak a 2-es típusú cukorbetegségben, akkor kezdetben hosszú távú inzulint adnak, amit gyógyszerekkel egészítenek ki. Néhány esetben a 2-es típusú cukorbetegséget is inzulinnal kezelik, amit szintén hosszú távú inzulin adásával kezdenek.

#### Vérnyomáscsökkentés
A szív-érrendszeri betegség a cukorbetegség egy súlyos szövődmény. Sok nemzetközi protokoll azt ajánlja, hogy a vérnyomást 140/90 mmHg alatt tartsák. Azonban csak kevés a bizonyíték arra, hogy az alacsonyabb célkitűzés jobb. Egy 2016-os szisztematikus review lehetséges károkat talált azokban az esetekben, ha a felső vérnyomást 140 mmHg alá lövik be. Egy 2019-es rendszeres review sem talált több bizonyítékot arra, hogy a 130 – 140mmHg-re szabályozott vérnyomás előnyösebb lenne, sőt, egyes esetekben hátrányosnak is bizonyult.
2015-ben az Amerikai Cukorbeteg Szövetség kiadott egy ajánlást, hogy az albuminúriás cukorbetegek szedniük kell egy inhibitort a renin-angiotensin rendszerrel szemben, hogy csökkentse a végstádiumú veseelégtelenség kockázatát, a szív-érrendszeri katasztrófák bekövetkezését, és a korai halálozás esélyét. Néhány bizonyíték szerint az angiotenzinkonvertáló-enzim inhibitorok (ACEI-k) jobbak, mint a renin-angiotenzin rendszer más inhibitorai, mint például az angiotenzin receptor blokkolók (ARB-ok), vagy az aliskiren a kardiovaszkuláris betegség megelőzésére. Habár egy újabb tanulmány szerint az ACEI-k és az ARB-ok hatása hasonló a kardiovaszkuláris rendszer és a vese állapotára. Nincs bizonyíték arra, hogy az ACEI-k és az ARB-ok kombinálása további pozitív hatásokkal bírna.

#### Aszpirin
Az aszpirin hatása a cukorbetegségre vitatott. Néha ajánlják azoknak a cukorbetegeknek, akiknél magasa a kardiovaszkuláris betegség kockázata; azonban az aszpirin rutinszerű adagolása nem segít más esetekben. 2015-ben az Amerikai Cukorbetegség Szövetség ajánlást adott ki az aszpirin használatára, szakértői konszenzus vagy klinikai tapasztalatok alapján. Eszerint az aszpirin alacsony dózisa hasznos azoknál a felnőtt cukorbetegeknél, akiknél közepes a kardiovaszkuláris betegség kockázata. Ez azt jelenti, hogy 5-10% annak a kockázata, hogy 10 éven belül kardiovaszkuláris betegség alakul ki náluk. Nagy-Britanniában Anglia és Wales számára a NICE útmutatója ajánlja az aszpirin használatát 1-es és 2-es típusú cukorbetegek számára akkor is, ha nincs náluk kardiovaszkuláris betegség diagnosztizálva.

### Diabéteszes perifériás neuropátia
Ez a szövődmény a cukorbetegek 30%-át érinti. Ha a neuropátia idegkompressziós szindrómával párosul, akkor a neuropátia dekompresszióval kezelhető. Az elmélet szerint a neuropátia hajlamosítja a perifériás idegeket a kompresszióra, és hogy a neuropátiának tulajdonított tünetek többsége inkább a kompressziónak tulajdonítható, ami kezelhető. A műtét csökkenti a fájdalmat, javítja a bőrérzékelést, alsó végtagon végezve csökkenti a lábszár-fekélyesedést, és az amputációk gyakoriságát.

## Megelőzése
A betegségre hajlamos egyéneket ma még nem lehet megóvni a betegség kialakulásától, de a rizikófaktorok csökkentése, a diagnózis korai felállítása és a kezelés mihamarabbi elkezdése a szövődmények kifejlődését csökkentheti.
Az 1-es típusú diabéteszre hajlamos embereket olyan családokban érdemes keresni, ahol ilyen betegség előfordult. Ha az apa beteg, annak a valószínűsége, hogy a gyerek is beteg lesz, 5%. Az anya betegsége esetén kevesebb: 2,5%. Mindkét szülő érintettsége esetén a valószínűség emelkedik: 20%. Ezeket a betegeket immunmarkerekre szűrni lehet,  és pozitivitás esetén célzott vizsgálatokat kell végezni a diabétesz kizárása céljából (például cukorterheléses vizsgálat).
A 2-es típusú diabétesz öröklődése sokkal kifejezettebb, de nem köthető immunmarkerekhez. Egy szülő megbetegedése esetén a gyerek diabéteszének valószínűsége 50%. A betegségre hajlamos egyéneket tehát diabéteszes családokban érdemes keresni, illetve azoknál, akiknek családjában gyakoriak az érrendszeri betegségek. Tágabb értelemben veszélyeztetettek a metabolikus szindróma tüneteit hordozók is. Családi halmozódás esetén kifejezetten fontos a rizikófaktorok (elhízás, dohányzás, hipertrigliceridémia) csökkentése.
Egyéb életmódi tanácsok: A 2-es típusú cukorbetegség kialakulásának valószínűsége csökkenthető diétával, a testmozgás növelésével és normál testsúly fenntartásával. A napi 90 percet meghaladó testmozgás 28%-kal csökkenti a cukorbetegség veszélyét. A rostban és teljes magvakban gazdag étrend és a többszörösen telítetlen zsírsavak szintén hatékonyak a cukorbetegség megelőzésében. A cukorfogyasztás korlátozása és a telített zsírok csökkentése szintén segíti a cukorbetegség megelőzését. A dohányzás szintén növeli a cukorbetegség kockázatát, így a dohányzásról való leszokás is fontos megelőzési intézkedés lehet.

## Társbetegségek
A cukorbetegek más betegségei hozzájárulnak az orvosi költségekre és a hozzájuk kapcsolódó kiadásokra. Megmutatták, hogy a cukorbetegek hajlamosabbak a légzőrendszeri, a húgyúti és a bőrfertőzésekre, gyakrabban alakul ki náluk atherosclerosis, magas vérnyomás és krónikus vesebetegség; ezért megnő náluk az orvosi kezelést igénylő fertőzések és szövődmények kockázata. A cukorbetegek gyakrabban élnek át bizonyos fertőzéseket, például a COVID-19 előfordulása 2020-ban 5,3% és 35,5% között volt. A cukorbetegség karbantartásának elsődleges célja a glikémiás kontroll, amivel késletetni, vagy akár meg is lehet előzni az efféle kockázatok kialakulását.
Az 1-es típusú cukorbetegeknél megnő az autoimmun megbetegedések kockázata a teljes népességhez képest. Egy 25 000 résztvevő qadatait tartalmazó adatbázis elemzése szerint 27%-nak volt más autoimmun megbetegedése is. Az 1-es típusú cukorbetegek közül 2% és 16% között volt a lisztérzékenyek aránya.

## Epidemiológia

A diabétesz előfordulása a világon 1000 lakosra számítva 2000-ben. A világátlag 2,8% volt.
nincs adat
≤ 7,5
7,5–15
15–22,5
22,5–30
30–37,5
37,5–45
45–52,5
52,5–60
60–67,5
67,5–75
75–82,5
≥ 82,5

A betegek számát 1990-ben a világon 100 millióra becsülték. Egyes prognózisok szerint ez a szám megkétszereződik a következő évtizedben. (Bár nem teljesen világos, hogy milyen okokból: a népességszaporodástól, az átlagéletkor növekedésétől és a pontosabb diagnózistól kezdve, a helytelen táplálkozáson és élelmiszerminőségen át, az alkoholizmusig (drogozásig), gyógyszerszedésig, környezetszennyeződésig, és genetikai faktorokig sok minden szóba jöhet.) Annak ellenére, hogy az okok nem világosak, az előrejelzéseket komolyan kell vennünk. Egy 2013-as becslés szerint 382 millióan voltak cukorbetegek világszerte. A globális népesség korösszetételének változása miatt a felnőttek 8,8%-a cukorbeteg, ami megközelíti az 1980-as évekbeli 4,7% kétszeresét. Az esetek 90%-át a 2-es típusú cukorbetegség teszi ki. Egyes adatok szerint a férfiak és a nők egyformán érintettek, de sok populációban, ahol magasabb a 2-es típusú cukorbetegek aránya, aránylag több a férfi cukorbeteg, az inzulinérzékenység nemek közötti különbsége, az elhízás és a zsírlerakódás módja közötti különbség, és további tényezők miatt, mint a dohányzás és az alkoholbevitel.
A WHO becslései szerint a cukorbetegség 1,5 millió halált okozott 2012-ben, amivel a 8. leggyakoribb halálokká vált. További 2,2 millió halált tulajdonítanak világszerte a magas vércukornak, a szív-érrendszeri betegség megnövekedett kockázatának és további kapcsolódó szövődményeknek, például a veseelégtelenségnek, melyek szintén korai halálozást okoznak, és a jelentésekbnen gyakran inkább ezeket jelölik meg a halál okaként, mint a cukorbetegséget. 2017-ben a Nemzetközi Cukorbetegség Szövetség nem tett különbséget a cukorbetegség által közvetve és közvetlenül okozott halálozás között, így modellje szerint 4,0 millió halál volt tulajdonítható a betegségnek.
A cukorbetegség világszerte előfordul, de gyakoribb a fejlett országokban; az arányok azonban a közepesen fejlett, illetve a kevéssé fejlett országokban nőnek. Itt fordul elő a cukrbetegség által okozott halálozások 80%-a is. A leggyorsabb növekedés Ázsiában és Afrikában várható; 2030-ra valószínűleg itt fog élni a világ cukorbetegeinek többsége. A fejlődő országokban az arány növekedése követi az urbanizációt és az életmód változását, ami magában foglalja az ülő életmód gyakoribbá válását, a fizikai munka iránti igény csökkenését, és a táplálkozás globális változását, ami növeli a kalóriabevitelt a többi tápanyag kárára. A cukorbetegek száma 2017-től 2045-ig 48%-kal nőhet.

## A betegség története
A cukorbetegségről először az egyiptomi Ebers-papiruszok tesznek említést az időszámítás előtti 2. században, de az ókori világ egyéb területein – Indiában, Kínában, Japánban és a Római Birodalomban – is ismerték a betegség tüneteit.
A „diabetes” (görögül = „átfolyás”) elnevezés Demetriosz görög orvostól származik. A szó a cukorbetegség egyik fő tünetére, a megnövekedett vizeletmennyiségre (polyuria) utal. Az i. e. 1500 körüli Ebers-papirusz tartalmazza egy ital elkészítését is kezelés céljából. Az első betegekről úgy gondolják, hogy 1-es típusú cukorbetegek voltak.
A betegség tüneteit és lefolyását elsőként részletesen kappadókiai Aretaeus görög orvos írta le. Okait a párában és a hidegben látta, a pneumatikus iskolának megfelelően. Kapcsolatot feltételezett a cukorbetegség és más betegségek között. Elkülönítette a kígyóharapástól, ami szintén bőséges vizeletkiválasztással jár. Nyugaton csak 1552-ben ismerték meg, amikor megjelent latinul Velencében. A diabetes elnevezést a görög memphiszi Apollóniosz alkotta meg, ami átfolyást, vizeletet jelent. A Római Birodalomban ritka betegség volt, Galénosz teljes pályafutása során két cukorbeteggel találkozott.  Ő szintén a bőséges vizeletre utaló elnevezést adott neki: diarrhea urinosa. Ennek az akkori életstílus, vagy az lehetett lehetett az oka, hogy a betegséget csak kései szakaszában ismerték fel.
Paracelsus volt az első, aki a kórban anyagcsere-betegséget látott. 1675-ben Thomas Willis angol orvos hozzáadta a görög „diabetes” szóhoz a latin „mellitus” szót, amelynek a jelentése „mézédes”. Ez arra utal, hogy a cukorbetegek vizelete a cukor kiválasztása miatt édes. Ezt a tényt, a megnövekedett vizeletmennyiséggel együtt, egyébként már az ókoriak (görögök, kínaiak, indiaiak) is ismerték. Közismert, hogy Indiában, ahol a betegséget „édes vizelet kór”-nak nevezték (Madhumeha), a betegségre gyanús egyének vizeletét hangyákkal tesztelték. Ha a hangyák „kedvelték” a vizeletet, az arra utalt, hogy abban sok cukor van.  Koreában, Kínában és Japánban a betegséget hasonló írásjellel jelölik, és mindegyik az „édes vizelet”-re utal. A középkori Európában szokásos volt, mint ahogy azt több gótikus ábrázolás megörökítette, a betegek vizeletét megkóstolni.
Habár a „diabétesz” kifejezés a köznyelvben cukorbetegséget jelöl, tudni kell, hogy ez nem pontos, mert „diabetes”-nek hívnak még más, kevésbé gyakori, de ugyancsak súlyos kórképeket is, mint például a diabetes insipidus. Ebben a kórképben szintén megemelkedik a vizelet mennyisége (lásd diabetes), de ez nem a cukorkiválasztás miatt történik (a vizelet nem édes), hanem az antidiuretikus hormon (ADH, vazopresszin) hiánya miatt, aminek következtében a vesék képtelenek a víz visszatartására.
A cukorbetegség okát a 19. század végéig nem ismerték. 1869-ben Paul Langerhans német orvos felfedezte a hasnyálmirigy szigeteit, melyet később róla neveztek el Langerhans szigeteknek. 1889-ben két strassburgi kutató, Josef von Mering és Oskar Minkowski, műtét során eltávolította kutyák hasnyálmirigyét. Az állatok a műtét után cukorbetegség tüneteit mutatták, és hamar elpusztultak.
Ezzel a kísérlettel bizonyítottá vált, hogy a betegséget a hasnyálmirigy elégtelensége okozza. 1910-ben Edward Albert Sharpey-Schafer angol orvos leírta, hogy a betegséget a hasnyálmirigyben termelt egyetlen vegyület hiánya okozza, és a „vegyületet” elnevezte inzulinnak (latinul insula = „sziget”, a Langerhans szigetekre utalva).

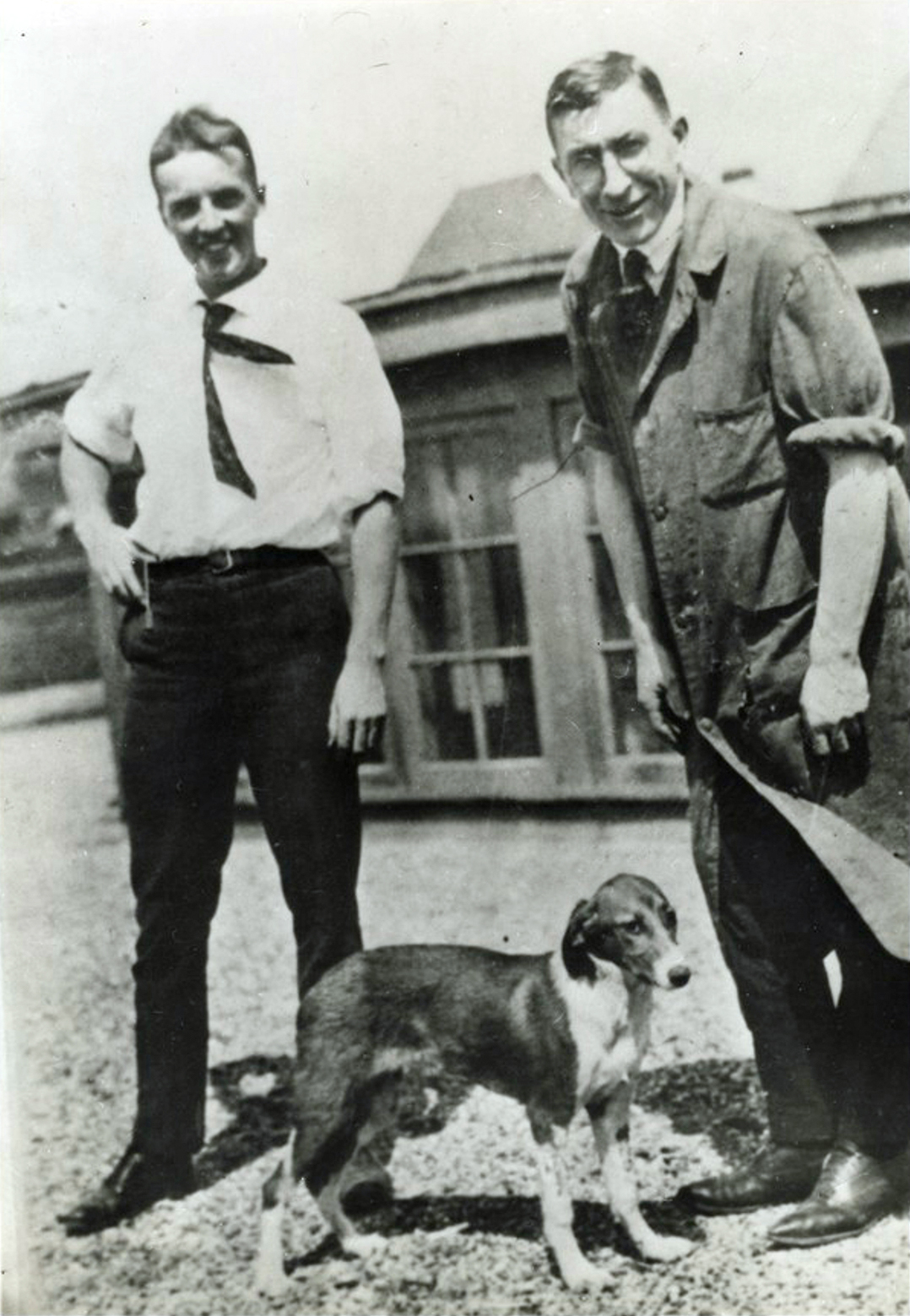
Frederick Banting (jobbra) és Charles Best (balra), az inzulin felfedezői

1921-ben két torontói orvos – Frederick Banting és Charles Best – megismételte von Mering és Minkowski kísérletét, és eltávolították kutyák hasnyálmirigyét. A műtéttel inzulinhiányt idéztek elő náluk, ami a vércukorszint megemelkedésével járt. Ezután a hasnyálmirigyből előállított porral injekciózták be az állatokat, és azt találták, hogy a vércukorszint hirtelen lecsökkent. Ez azt jelezte, hogy a hasnyálmirigyben valóban van egy vegyület (az inzulin), ami a véráramba jutva tényleg képes a vércukorszint csökkentésére. Megtörtént tehát az inzulin „felfedezése”.
Banting és Best, James Collip kémikus kollégájukkal tovább dolgozott a Torontói Egyetemen, és végül sikerült az inzulint szarvasmarhák hasnyálmirigyéből izolálniuk. 1922-ben az első beteg, egy 13 éves fiú, megkapta az inzulin injekciót, aki diabéteszes kómában feküdt, és már csak órái voltak hátra. Az injekció után a fiú kijött a kómából. Ezért e felfedezésükért Banting és a laboratórium vezetője – John MacLeod – 1923-ban megkapta az orvosi Nobel-díjat. Mind a ketten megosztották a díjjal járó pénzt Besttel és Collippal. Banting és Best az inzulin szabadalmát nem védte le, szabadon elérhetővé tették, és nem tettek kísérletet az inzulinprodukció kisajátítására sem. Ennek az önzetlenségnek köszönhetően az inzulinkezelés gyorsan elterjedt a világon.
Az 1-es és 2-es típust elsőként Sushruta és Charaka különítette el Indiában az 5. században, és az egyiket a fiatalkorral, másikat a túlsúllyal társították.
Az 1-es és 2-es típusú diabétesz közötti élettani különbséget Harold Percival Himsworth írta le 1936-ban. A kanadai Frederick Banting és Charles Best 1921-ben és 1922-ben izolálta és tisztította az inzulint. Az 1940-es években kifejlesztették a hosszú távú inzulint.

## Társadalom és kultúra
Az 1989-es St. Vincent Deklaráció a cukorbetegekről való gondoskodás fejlesztése iránti nemzetközi erőfeszítések eredményeként született. Az eszerint való cselekvés nemcsak az élet meghosszabbítását és az életminőség javítását szolgálja, hanem gazdasági szempontból is fontos, mind a kezelés költségei, mind a beteg munkaképességének szempontjából.
Több ország több-kevesebb sikerrel nemzeti cukorbeteg programot indított a betegség kezelése érdekében.

### Betegség vagy állapot
Bizonyos vélemények szerint mindkettő, és ugyanakkor talán egyik sem. A cukorbetegség olyan kóros állapot, amely megfelelő feltételek mellett majdnem normalizálható. Ekkor a cukorbeteg csaknem egészséges embernek tekinthető. (Ez sok más betegségnél is így van, pl. minden hormonpótlást igénylő állapotban, gluténérzékenységben, számos pszichiátriai betegségnél stb.) Azaz a cukorbetegség valódi betegség, mert ugyan egyensúlyban tartható, de ma még véglegesen nem gyógyítható. Az egyensúlyban tartás nem jelenti a betegség megszüntetését, azaz gyógyítását, hanem egy hosszabb-rövidebb ideig tartó tünetmentességet. Az egyensúlyban tartás a feltételes egészség állapota, amely a feltételek be nem tartása esetén súlyos, előbb-utóbb végzetes kimenetelű következményt jelent. (Azaz nem szabad áltatni a cukorbetegeket, hogy úgy élhetnek és viselkedhetnek, mint más, a betegségben nem szenvedő egyének.)
A cukorbetegség állapotnak tekintése a diabétesz stigma ellenében született. A diabétesz stigma negatív hozzáállást jelent a cukorbetegekehez, különösen a 2-es típusúakhoz. Ez akár diszkriminációt is okozhat. A stigma azon alapul, hogy a beteget hibáztatják annak korábbi életstílusa miatt, elhanyagolva más tényezőket, mint a genetika vagy a társadalmi helyzet. A stigma jelentkezhet különböző kultúrákban és helyzetekben. A következmények közé tartozhat a házassági ajánlatok elutasítása, a munkahelyi elhelyezkedés nehézsége és a társadalomban elfogadott státus csökkenése.
A stigmát maguk a betegek is elfogadhatják, így ronthatja az önképet. Ez csökkenti az önbecsülést, fokozza a stresszhelyzetet és növeli a depresszió esélyét, valamint ronthatja a beteg-orvos kapcsolatot.

### Faji és gazdasági egyenlőtlenségek
Az Amerikai Egyesült Államokban a faji és az etnikai kisebbségeknél gyakoribb a cukorbetegség, mint a többségieknél. Az amerikai felnőttek körében 40% az esély a 2-es típusú cukorbetegség kialakulásának, ugyanez az esély a spanyol ajkúaknál 50%. A fehérekhez képest az afroamerikaiaknál is gyakoribb, de különösen gyakori az ázsiai származásúaknál a testzsír eltérő szerkezete miatt.
A neuropátiás tüneteket mutató, tehát zsibbadtságot és viszketést érző betegeknél a munkanélküliség kétszer gyakoribb, mint az ezeket a tüneteket nem mutató betegeknél.
2010-ben az Amerikai Egyesült Államokban a cukorbetegséghez köthető intenzív kezelések aránya magasabb volt a legalacsonyabb jövedelmű községeknél (526 per 10 000), mint a legmagasabb jövedelműeknél (236 per 10 000). Mindezek közül a betegek közül 9,4%-nak nem volt biztosítása.

### Elnevezések
Az 1-es és a 2-es típusú cukorbetegség elnevezés több korábbi kifejezést helyettesített. Az 1-es típusút nevezték korábban gyermekkori cukorbetegségnek és inzulinfüggő cukorbetegségnek. A 2-es típusút korábban felnőttkori cukorbetegségnek vagy nem inzulinfüggő cukorbetegségnek nevezték. Ezen a két típusún kívül nincs egységes osztályozás.

## Alternatív kezelése
Diabétesz esetében az inulin mint szénhidrát-energiaforrás azért jelentős, mert a vércukorszintet tartós fogyasztás esetén sem emeli. Az inulin metabolizációja során fruktóz képződik, amelyből a szervezet mintegy 30 grammot inzulin hiányában is fel tud használni. A 2-es típus esetén az inzulinfüggőséget is csökkenti, és a vércukorszint beállítását megkönnyíti. Az inulin mondhatni pufferszerepet tölt be az állandó vércukorszint megtartásában.
A csicsókát, mint alapvető inulinforrást ehetjük frissen, nyersen reszelve salátába, süthetünk belőle pogácsát. Levét kipréselve rostos inulinitalként fogyaszthatjuk.
Alternatív kezelést jelenthet még a fahéjkapszula fogyasztása, melynek hatásait klinikai vizsgálatok igazolják. A Brit Diabétesz szövetség lapjának októberi száma egy 12 héten át zajló vizsgálatról számolt be, amelyben igazolták, hogy napi két gramm fahéj jelentősen csökkenti a vércukorszintet és a vérnyomást, a magnézium pedig hozzájárul a diabétesz elkerüléséhez. A londoni Imperial College kutatásának alapját az a korábbi igazolt eredmény képezte, mely szerint hogy napi fél teáskanál fahéj jelentősen csökkenti a vércukorszintet, a trigliceridszintet, az LDL (káros koleszterin) és a teljes koleszterinszintet a II. típusú cukorbetegeknél.

## Más fajok
A cukorbetegség előfordulhat más emlősökben vagy hüllőkben. Madaraknál nem fordul elő, mivel az ő szervezetük különösen jól tűri a magas glükózszintet. Bizonyos jelek arra utalnak, hogy kétéltűeknél kialakulhat cukorbetegség.
A többi faj közül a cukorbetegség leginkább a kutyákat és a macskákat érinti. A leginkább érintett korosztály a középkorúaké. kutyák körében kétszer annyi nőstény érintett, mint hím. Egyes források szerint macskáknál a kandúrok hajlamosabbak rá, mint a nőstények. Mindkét fajnál bármely fajta érintett lehet, de a kisebb kutyafajták szintén hajlamosabbak a betegségre.
Macskáknál a cukorbetegség az emberi 2-es típusú cukorbetegséghez hasonlít. A fajták közül a legérintettebbek a burmai, az orosz kék, az abesszin és a norvég erdei macska. Szintén magasabb a kockázat a túlsúlyos és elhízott macskáknál.
A tünetek folyadékvesztésre és a vizelet megnövekedett mennyiségére utalnak, de a lefolyás tünetmentes lehet. A cukorbeteg állatok érzékenyebbek a fertőzésekre. Az embernél ismert szövődmények az állatoknál ritkábban fordulnak elő. A kezelés alapelvei ugyanazok, mint az embernél: fogyás, szájon át adott gyógyszerek, bőr alá adott inzulin. Szintén hasonló az életveszélyes helyzetek, mint például a ketoacidózis kezelése is.

## Kapcsolódó szócikkek

A világnap logója

## Fordítás
Ez a szócikk részben vagy egészben  a   Diabetes című angol Wikipédia-szócikk fordításán alapul.  Az eredeti cikk szerkesztőit annak laptörténete sorolja fel. Ez a jelzés csupán a megfogalmazás eredetét és a szerzői jogokat jelzi, nem szolgál a cikkben szereplő információk forrásmegjelöléseként.